# Bergen
|  | Per a altres significats, vegeu «Bergen (desambiguació)». |

Bergen ( "bærɡən" (?·pàg.)) és una ciutat i municipi de Noruega, capital del comtat de Hordaland i segona ciutat més gran de Noruega amb una població de 254.235 habitants (2017). Bergen és la capital administrativa del comtat de Hordaland. Segons el SSB, l'Oficina d'Estadístiques de Noruega, l'Àrea Metropolitana de Bergen té 383.900 habitants a dia 28 de desembre de 2010.
Bergen està situada al comtat de Hordaland, a la costa sud-oest de Noruega. És un important centre cultural per a la regió, reconegut no oficialment com la capital de Vestlandet (Noruega Occidental) i a vegades també referida com la capital de la costa atlàntica noruega. La ciutat va ser una de les 9 ciutats europees a ser reconegudes amb el títol de Capital Europea de la Cultura l'any 2000.

## Història
La fundació de la ciutat de Bergen ha estat tradicionalment atribuïda al rei Olaf III de Noruega, fill de Harald III de Noruega, l'any 1070, quatre anys més tard de la fi de l'era vikinga. En estudis més recents, però, s'ha descobert que ja existia un assentament de comerciants als anys 1020 o 1030. La ciutat substituí a Trondheim com a capital de Noruega l'any 1217, i Oslo esdevingué capital el 1299. A final del segle xiii, Bergen va esdevenir una de les ciutats més importants de la Lliga Hanseàtica.

La raó principal de la importància de Bergen era el comerç de bacallà sec del nord de la costa noruega, el qual començà cap al 1100. A la darreria del segle xiv, Bergen s'havia establert com el nucli comercial més important de Noruega. Els mercaders hanseàtics vivien en la seva pròpia àrea de la ciutat, on es parlava el saxó mitjà (idioma de la branca de l'antic saxó), gaudint de drets exclusius per a comerciar amb els pescadors del nord que cada estiu navegaven cap a Bergen. Avui, l'antic moll de Bergen, Bryggen, és Patrimoni de la Humanitat per la UNESCO.
La ciutat ha patit molts incendis durant la seva història. L'any 1198, l'escissió dels Bagler calà foc a la ciutat a causa del seu conflicte vers els Birkebeiner durant la guerra civil. L'any 1248, Holmen i Sverresborg s'incendiaren, i 11 esglésies foren destruïdes. L'any 1413, un altre gran incendi destruí 14 esglésies més. El 1428, la ciutat va patir un saqueig per part dels pirates en una missió propugnada per la Lliga Hanseàtica, qui també va destruir l'Abadia de Munkeliv l'any 1455. El 1476, Bryggen s'incendià per culpa d'un comerciant ebri. L'any 1582, un cop més, el foc amenaçà la ciutat i l'Strandsiden. El 1675, 105 edificis quedaren en cendres a Øvregaten i 11 anys més tard, un nou foc afectaria l'Strandsiden de nou, destruint 231 cases i 218 coberts. L'incendi més important fins avui, però, és el de 1702, quan el 90% de la ciutat desaparegué a causa d'aquest. El 1751 hi hagué també un gran incendi a Vågsbunnen, i només 5 anys més tard un altre a Strandsiden, destruint aquest últim 1500 edificis. Aquest barri tornaria a cremar al 1771 i al 1901. El 1916, 300 edificis s'incendiaren al centre de la ciutat, i el 1955, parts del Bryggen.
El 1349, la pesta negra arribà a Noruega a bord d'un vaixell que s'ancorà a Bergen. Al segle xv, la ciutat fou atacada diverses vegades pels germans Victual, i el 1429 aquests tingueren èxit en el seu intent de cremar el castell reial i gran part de la ciutat. L'any 1536, el rei obligà a nacionalitzar-se als comerciants saxons, o bé, a abandonar el país, anunciant d'aquesta manera, el declivi de la influència hanseàtica. El 1665, el port de la ciutat fou l'emplaçament de la batalla de Vågen, entre vaixells anglesos i holandesos, essent aquests últims ajudats per una guarnició de la ciutat.
Durant els segles XV i XVI, Bergen fou una de les ciutats més grans d'Escandinàvia, i la ciutat més gran de Noruega fins al 1830, quan la capital Oslo esdevingué la més gran. Bergen va retindre el seu monopoli comercial amb la Noruega septentrional fins al 1789.
Bergen era també el principal centre religiós amb la presència de nombrosos monestirs. Fou a través d'aquesta ciutat que el Luteranisme, portat pels mercaders hanseàtics, es va difondre pel país.
Durant la Segona Guerra Mundial, Bergen fou ocupat el primer dia de la invasió alemanya del 9 d'abril de 1940, després d'una curta lluita entre els vaixells alemanys i l'artilleria noruega. El 20 d'abril de 1944, durant l'ocupació alemanya, el vaixell de càrrega holandès Voorbode s'ancorà prop de la fortalesa de Bergenhus. Carregat amb més de 120 tones d'explosius, explotà, causant almenys 150 morts i causant destrosses a edificis històrics. La ciutat fou víctima de diversos bombardejos estratègics dels aliats, en contra de les instal·lacions navals alemanyes del port. Algunes d'aquestes causaren víctimes civils noruegues, amb un total d'aproximadament 100.
La ciutat fou separada del comtat de Hordaland per a formar el seu propi comtat el 1831. S'establí com a municipi l'1 de gener de 1838. El municipi rural de Bergen landdistrikt es fusionà amb el de Bergen l'1 de gener de 1877. El municipi rural d'Årstad es fusionà amb Bergen l'1 de juliol de 1915. Bergen és actualment un municipi de Noruega, del comtat de Hordaland.
L'any 1972, després de la unificació de la ciutat amb els municipis d'Arna, Fana, Laksevåg, i Åsane, va perdre la seva condició de comtat, definint el seu territori actual.

### Toponímia
En nòrdic antic la ciutat s'anomenava Bergvin o Bjørgvin (i en islandès i feroès la ciutat encara s'anomena Björgvin). Berg o Bjørg significa muntanya. Mentre que vin, significa assentament on es podia trobar pastura o prats. El significat complet és llavors 'prat entre muntanyes'. Sovint es fa referència a Bergen com 'la ciutat de les set muntanyes'. L'escriptor Ludvig Holberg s'inspirà en els set turons de Roma per a referir-se a 'les set muntanyes de Bergen', i encara avui, els bergensers discuteixen sobre quines set muntanyes són.
El 1918, hi hagué una campanya per a reintroduir la forma de l'antic noruec Bjørgvin com a nom per a la ciutat. Aquesta iniciativa va ser declinada tot i que el nom de la diòcesi fou substituïda per Bjørgvin bispedømme.

## Geografia
El municipi de Bergen s'estén sobre gran part de la península de Bergen, a l'Hordaland occidental. Està protegida del Mar del Nord per les illes d'Askøy, Holsnøy (municipi de Meland) i Sotra (municipi de Fjell i Sund).
El municipi cobreix una superfície de 465 km². La població és de 260.000, i, per tant, la densitat de població és de 559,14 persones per km². La població del principal nucli urbà és de 220.418 habitants. El municipi també consta de 8 altres nuclis urbans amb una població total de 17.213, amb Indre Arna, situada a Arna, essent el segon nucli urbà més gran amb una població de 6.151 habitants l'1 de gener de 2007.
El centre de Bergen està situat entre un grup de muntanyes, conegudes com de syv fjell ("Les Set Muntanyes"), que inclouen les muntanyes de l'Ulriken, el Fløyen, el Løvstakken i el Damsgårdsfjellet, així com tres de les següents: el Lyderhorn, el Sandviksfjellet, el Blåmanen, el Rundemanen, o el Askøyfjellet. El primer a parlar de "Les Set Muntanyes" fou probablement Ludvig Holberg, que s'inspirà en els set turons de Roma. Aquestes muntanyes, però, no són les úniques que hom pot trobar en el municipi de Bergen. El Gullfjellet és la muntanya més alta de Bergen, amb 987 msnm.
Bergen és fronterer amb els municipis de Meland, Lindås i Osterøy pel nord, Vaksdal i Samnanger per l'est, Os i Austevoll pel sud, i Sund, Fjell i Askøy per l'oest.

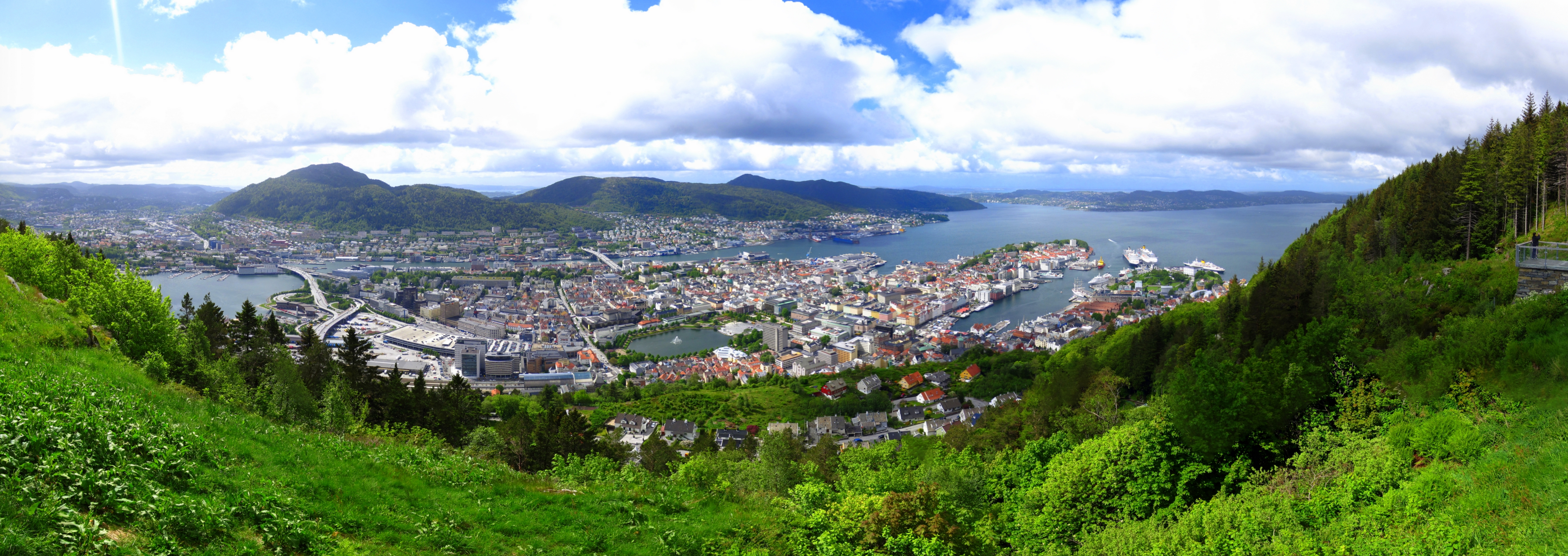
Panoràmica de Bergen des de la muntanya Fløyen

### Clima
Bergen gaudeix d'un clima atlàntic amb uns hiverns relativament suaus i uns estius frescs. Tot i la seva localització septentrional, el temps a Bergen és relativament suau. A l'hivern, Bergen és una de les ciutats més càlides de Noruega, gràcies al corrent del golf. La ciutat està més al nord que per exemple Sant Petersburg, però els seus hiverns són molt més càlids que els de la ciutat russa.
Bergen és una ciutat amb molta pluja, amb precipitacions anuals de 2.250mm de mitjana. Aquest fet succeeix a causa de les muntanyes que rodegen la ciutat, que fan que l'aire humit provinent del Mar del Nord experimenti l'efecte d'elevació orogràfica, el qual implica pluges abundants. Per exemple, va ploure cada dia des del 29 d'octubre de 2006 fins al 21 de gener de 2007, 85 dies consecutius. A Bergen, la pluja és abundant i pot ser torrencial en qualsevol època de l'any. La màxima temperatura històrica enregistrada és de 31.8 °C, un rècord que data de 1947. Per contra, la mínima mai enregistrada és de -16.3 °C, el 1987.
L'alt nivell de precipitacions és sovint utilitzat per la ciutat amb finalitats de màrqueting, i apareix en bastantes de les postals venudes en la ciutat. Durant un temps, es podien trobar màquines de venda de paraigües, tot i que aquestes no tingueren èxit.
| Dades climàtiques a Bergen | Dades climàtiques a Bergen | Dades climàtiques a Bergen | Dades climàtiques a Bergen | Dades climàtiques a Bergen | Dades climàtiques a Bergen | Dades climàtiques a Bergen | Dades climàtiques a Bergen | Dades climàtiques a Bergen | Dades climàtiques a Bergen | Dades climàtiques a Bergen | Dades climàtiques a Bergen | Dades climàtiques a Bergen | Dades climàtiques a Bergen |
| Mes | gen                        | febr                       | març                       | abr                        | maig                       | juny                       | jul                        | ag                         | set                        | oct                        | nov                        | des                        | anual                      |
| --- | -------------------------- | -------------------------- | -------------------------- | -------------------------- | -------------------------- | -------------------------- | -------------------------- | -------------------------- | -------------------------- | -------------------------- | -------------------------- | -------------------------- | -------------------------- |
| Màxima rècord °C (°F) | 16.9 (62.4)                | 13.2 (55.8)                | 17.2 (63)                  | 22.5 (72.5)                | 27.6 (81.7)                | 29.9 (85.8)                | 31.8 (89.2)                | 31.0 (87.8)                | 27.1 (80.8)                | 23.1 (73.6)                | 17.9 (64.2)                | 13.9 (57)                  | 31.8 (89.2)                |
| Màxima mitjana °C (°F) | 4.4 (39.9)                 | 4.8 (40.6)                 | 7.1 (44.8)                 | 11.5 (52.7)                | 14.9 (58.8)                | 18.0 (64.4)                | 20.7 (69.3)                | 19.4 (66.9)                | 15.9 (60.6)                | 12.2 (54)                  | 8.2 (46.8)                 | 4.9 (40.8)                 | 11.83 (53.3)               |
| Mitjana diària °C (°F) | 2.2 (36)                   | 2.1 (35.8)                 | 3.8 (38.8)                 | 7.4 (45.3)                 | 10.6 (51.1)                | 13.5 (56.3)                | 16.4 (61.5)                | 15.3 (59.5)                | 12.5 (54.5)                | 9.1 (48.4)                 | 5.7 (42.3)                 | 2.7 (36.9)                 | 8.44 (47.2)                |
| Mínima mitjana °C (°F) | 0.1 (32.2)                 | −0.1 (31.8)                | 1.1 (34)                   | 4.0 (39.2)                 | 6.9 (44.4)                 | 9.9 (49.8)                 | 13.2 (55.8)                | 12.4 (54.3)                | 9.9 (49.8)                 | 6.5 (43.7)                 | 3.6 (38.5)                 | 0.5 (32.9)                 | 5.67 (42.2)                |
| Mínima rècord °C (°F) | −16.3 (2.7)                | −13.4 (7.9)                | −11.3 (11.7)               | −5.5 (22.1)                | −0.1 (31.8)                | 0.8 (33.4)                 | 2.5 (36.5)                 | 2.5 (36.5)                 | 0.0 (32)                   | −5.5 (22.1)                | −10.0 (14)                 | −13.0 (8.6)                | −16.3 (2.7)                |
| Precipitació mitjana mm (polzades) | 190 (7.48)                 | 152 (5.98)                 | 170 (6.69)                 | 114 (4.49)                 | 106 (4.17)                 | 132 (5.2)                  | 148 (5.83)                 | 190 (7.48)                 | 283 (11.14)                | 271 (10.67)                | 259 (10.2)                 | 235 (9.25)                 | 2.250 (88,58)              |
| Mitjana de dies de pluja (≥ 1 mm) | 20                         | 15                         | 17                         | 13                         | 14                         | 11                         | 15                         | 17                         | 20                         | 22                         | 17                         | 21                         | 202                        |
| Humitat relativa mitjana (%) | 78                         | 76                         | 73                         | 72                         | 72                         | 76                         | 77                         | 78                         | 79                         | 79                         | 78                         | 79                         | 76.4                       |
| Mitjana mensual d'hores de sol | 19                         | 56                         | 94                         | 147                        | 186                        | 189                        | 167                        | 144                        | 86                         | 60                         | 27                         | 12                         | 1.187                      |
| Font #1: http://sharki.oslo.dnmi.no/pls/portal/BATCH_ORDER.PORTLET_UTIL.Download_BLob?p_BatchId=666089&p_IntervalId=1351224(eklima.no) (high and low temperatures), NOAA (all else, except extremes) |                            |                            |                            |                            |                            |                            |                            |                            |                            |                            |                            |                            |                            |
| Font #2: Voodoo Skies for extremes |                            |                            |                            |                            |                            |                            |                            |                            |                            |                            |                            |                            |                            |

#### Canvi climàtic

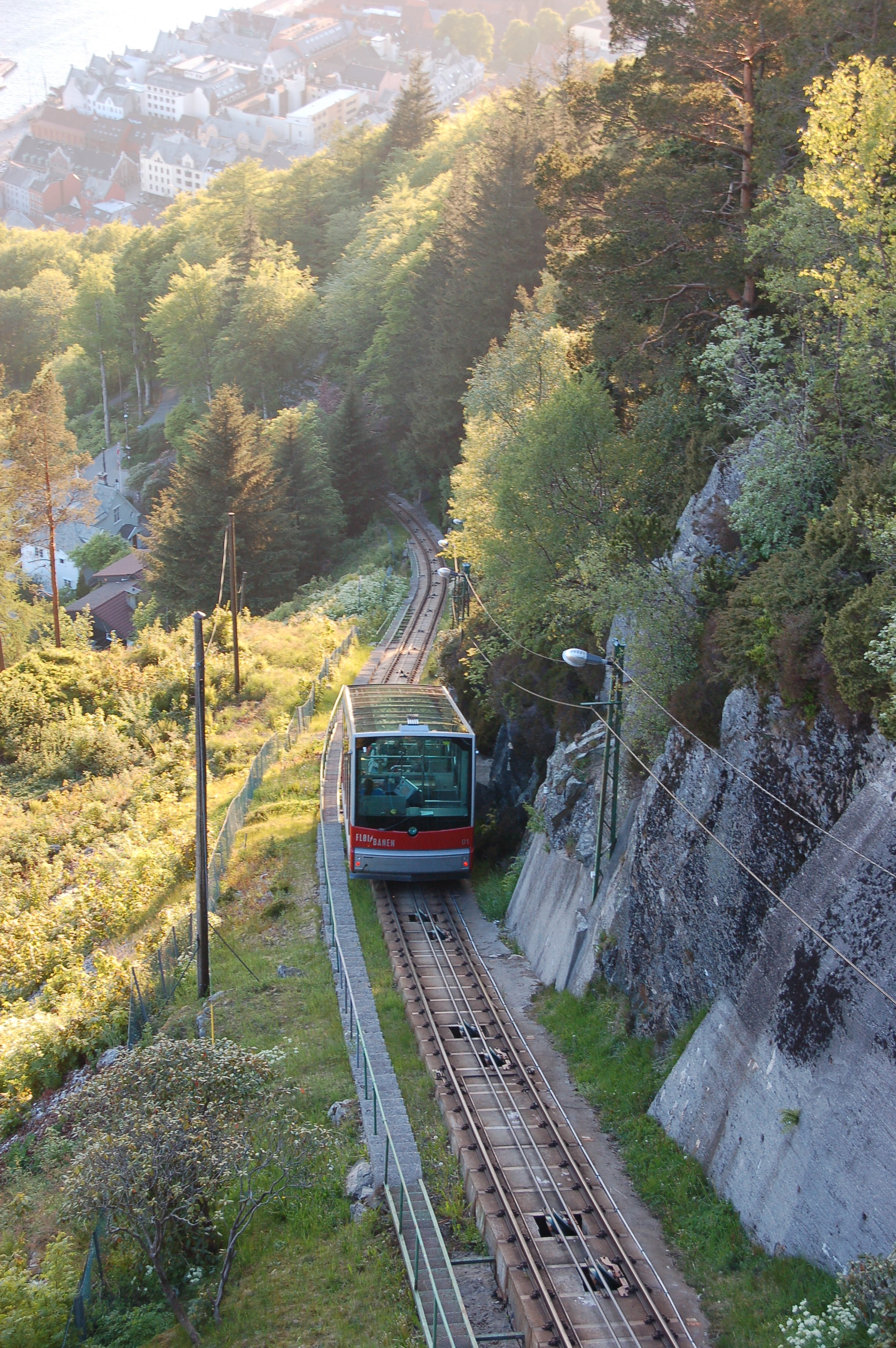
La ciutat de Bergen està rodejada de muntanyes. El Fløibanen, és el funicular que ascendeix el turó de Fløyen. És una de les majors atraccions turístiques de Bergen i un dels punts d'interès turístic més visitats de tota Noruega. Més d'1 milió de passatgers l'han utilitzat cada any durant els últims anys. El Fløibanen fou oficialment obert al públic el 15 de gener de 1918.

Als últims anys, les precipitacions i el vent han augmentat en la ciutat. A l'hivern de 2005, pluges torrencials causaren diverses enaiguats i esllavissades, la pitjor de les quals causà tres morts el 14 de setembre. Alguns estudis indiquen que, a causa del canvi climàtic, tempestes causants d'esllavissades i inundacions arribaran amb més força en aquesta àrea i els seus voltants. En reacció, l'administració creà una unitat especial de salvament formada per 24 homes dels bombers l'any 2005, que pretén fer front als futurs desastres naturals, amb una atenció especial per a aquells barris que han estat considerats amb risc d'esllavissades de grau més alt en estudis del 2006. A octubre de 2007, les prediccions mencionades han estat corroborades per més de 480 esllavissades només al comtat de Hordaland des de la primavera de 2006 fins a l'estiu de 2007. La majoria d'aquestes causà desperfectes en carreteres, no havent-hi danys materials en vehicles ni edificis, i no havent-hi víctimes, fins a l'octubre de 2007, quan una gran roca es precipità sobre un turisme, causant la mort del conductor.
Un altre dels grans problemes és el risc d'augment del nivell del mar. Ja avui, Bryggen pateix inundacions en situacions extremes, i es creu que amb l'augment del nivell del mar, les inundacions esdevindran un problema de primer nivell a Bergen. Les inundacions podrien en un futur no tan llunyà afectar l'antiga estació de bombers de Olav Kyrres Gate, així com les vies de tren prop de l'estació de Bergen.
A causa d'aquestes negatives prediccions s'ha suggerit per, d'entre d'altres, Stiftelsen Bryggen, la fundació responsable de la preservació del Bryggen, de construir dics que protegissin la ciutat, podent controlar el nivell del mar segons els interessos de la ciutat.
Aquests canvis han conscienciat al poble noruec, qui en els últims anys ha anat veient com el canvi climàtic es convertia en una amenaça real.

## Demografia
Els noruecs ètnics representen el 88,8% dels habitants de Bergen. D'aquests, el 2,1% són de primera o segona generació d'immigrants provinents del món occidental i el 6,6% de primera o segona generació d'immigrants no provinents d'occident. La població va créixer en 4.459 persones el 2009, el qual representa un creixement de l'1,8%. El 96% de la població viu en àrees urbanes.
Amb dades per al 2002, el salari mitjà per als homes majors de 17 anys és de 426.000 NOK, i per les dones majors de 17 anys, de 238.000 NOK. Per tant, la mitja total de la població major de 17 anys és de 330.000 NOK. El 2007, hi havia 104.6 homes per cada 100 dones en el grup d'edat entre 20 i 39 anys. El 22,8% de la població era menor de 17 anys mentre que el 4,5% tenia 80 o més anys.

### Religió
Hi ha més de 7.300 catòlics (408 més que el 1951), 3.405 pentecostals, 2.533 musulmans, 832 hindús, 175 russos ortodoxos i 98 grecs ortodoxos registrats a Bergen el 2009.
L'Església de Noruega representa la majoria de la població havent-hi també bastantes altres esglésies lliures protestants. Hi ha una església catòlica i una mesquita. De moment, no hi ha cap església ortodoxa a Bergen, tot i que n'hi ha una de planificada, ja que la comunitat ortodoxa és la comunitat religiosa que ha crescut més ràpidament en els darrers anys. La festa de l'Epifania de la parròquia de l'església ortodoxa russa se celebra a la ciutat des del 2004. Mentre que a Oslo més del 7,3% (uns 42516) són musulmans, a Bergen, només l'1,0% (uns 2533) ho són. Bergen té un percentatge relativament baix de musulmans, en relació al de moltes altres ciutats d'Europa com ara Londres o Malmö amb un 8,5% i 20,6% de musulmans respectivament. Les poblacions de noruecs no-ètnics catòlics, musulmans, hindús i ortodoxos de Bergen solen viure en llocs centralitzats. Els catòlics viuen vora l'àrea de l'Església de Sant Paul l'església està plena cada diumenge, especialment per part de la població polonesa. A causa de la falta d'espai, s'ha planificat la construcció de dues altres esglésies catòliques a la ciutat. Els musulmans al barri de Møhlenpris i àrees properes a la mesquita de Jekteviken. La població musulmana iraquí està bastant més repartida pel municipi de Bergen. La població hindú viu a la vora del temple hindú de Minde i àrees properes al barri d'Årstad, com Landås. La població ortodoxa de Bergen està bastant repartida per la regió, però els russos i els grecs viuen principalment al centre de la ciutat. Bergen també té una petita població de budistes, jueus i sikhs, però no hi han edificis religiosos per a aquestes comunitats religioses.

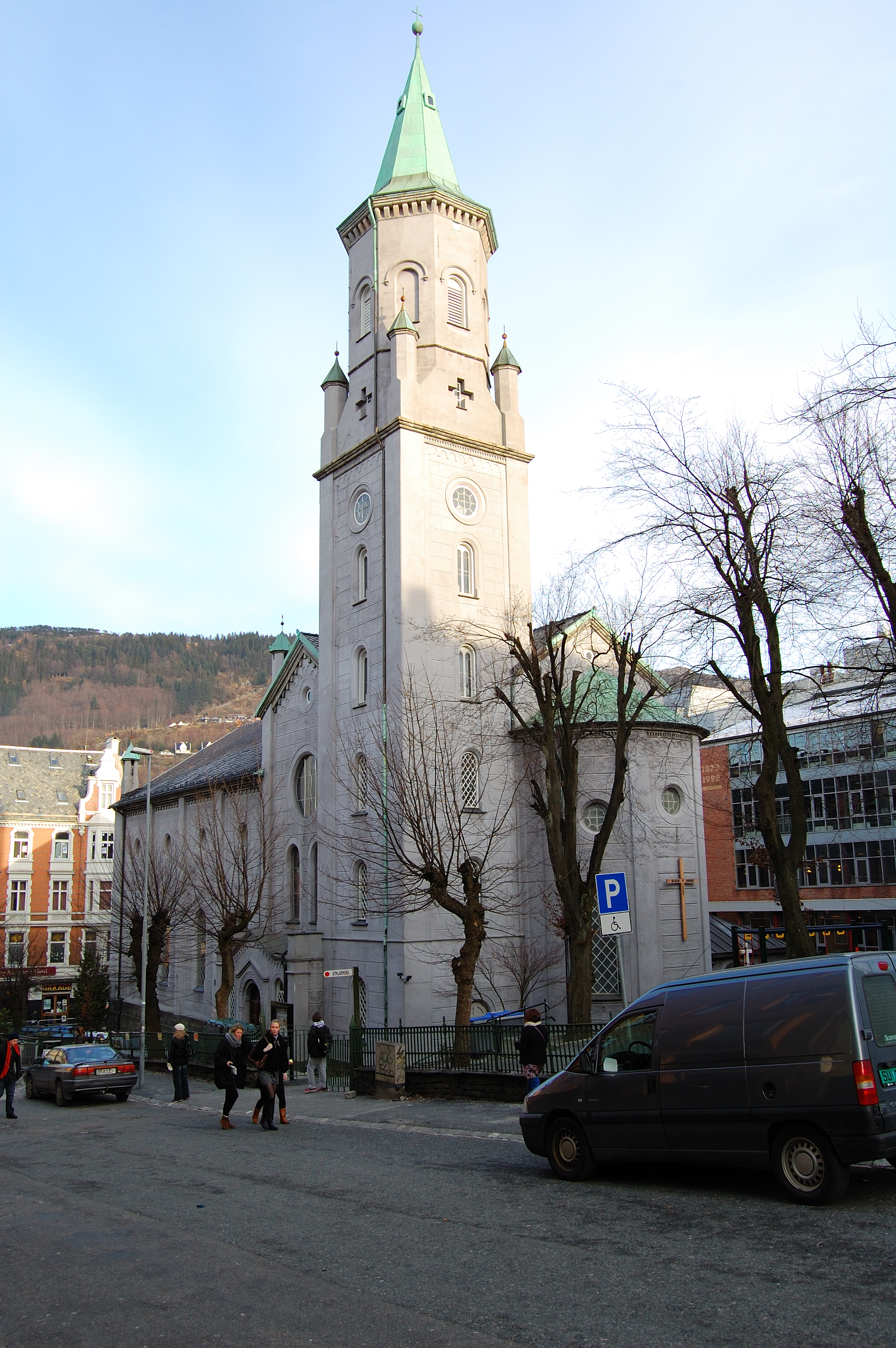
Església de Sant Paul, una de les església catòliques de Bergen.

L'església de fusta de Fortun o de Fantoft és una stavkirke transportada aquí des de la seva ubicació original a Fortun, municipi de Luster. L'església actual, però, és una reconstrucció de l'original (desapareguda el 1992), que datava del segle xii.
| Religió                       | Membres | Percentatge |
| ----------------------------- | ------- | ----------- |
| Església de Noruega           | 201.006 | 79,74%      |
| Catolicisme                   | 7.300   | 2,89%       |
| Esglésies lliures protestants | 6.297   | 2,49%       |
| Islam                         | 2.533   | 1,00%       |
| Hinduisme                     | 832     | 0,33%       |
| Església Ortodoxa             | 273     | 0,10%       |

| Any               | 1876 | 1951 | 1976  | 2004  | 2008  |
| ----------------- | ---- | ---- | ----- | ----- | ----- |
| catòlics a Bergen | 20   | 408  | 1.112 | 4.044 | 7.300 |
| Percentatge       | 0,0% | 0,3% | 0,5%  | 1,7%  | 2,9%  |

| Any                | 2006  | 2009  |
| ------------------ | ----- | ----- |
| Musulmans a Bergen | 1.892 | 2.533 |
| Percentatge        | 0,7%  | 1,0%  |

## Esglésies de Bergen

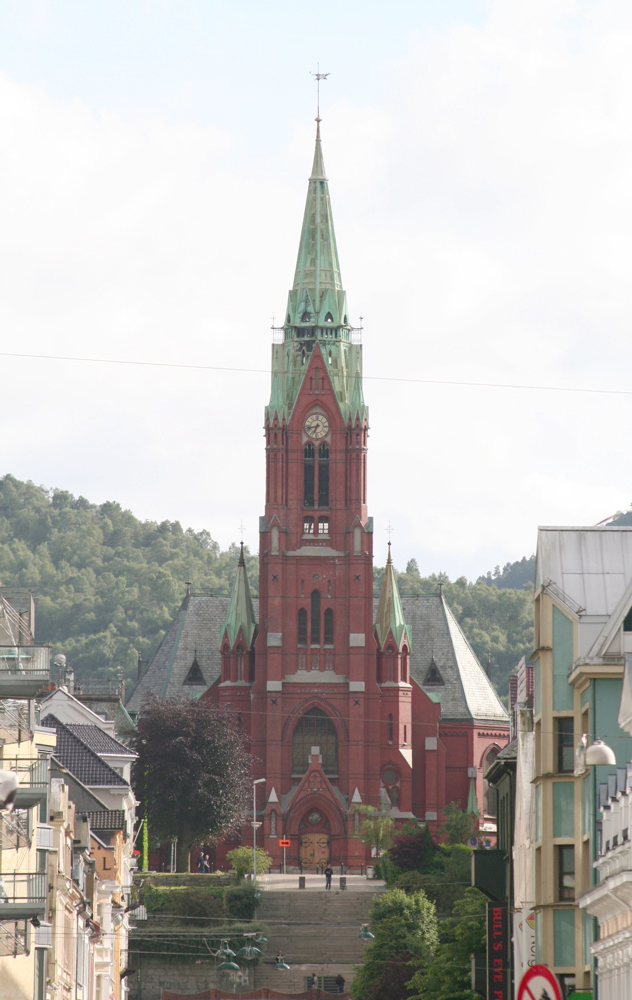
Església de Sant Joan
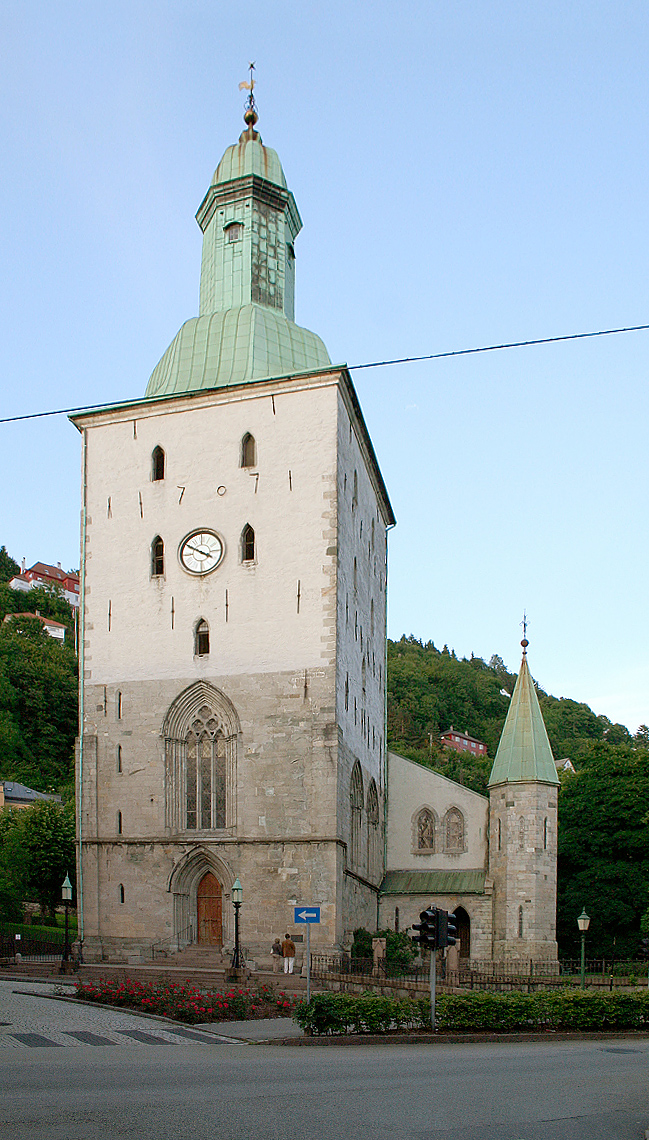
Catedral de Bergen
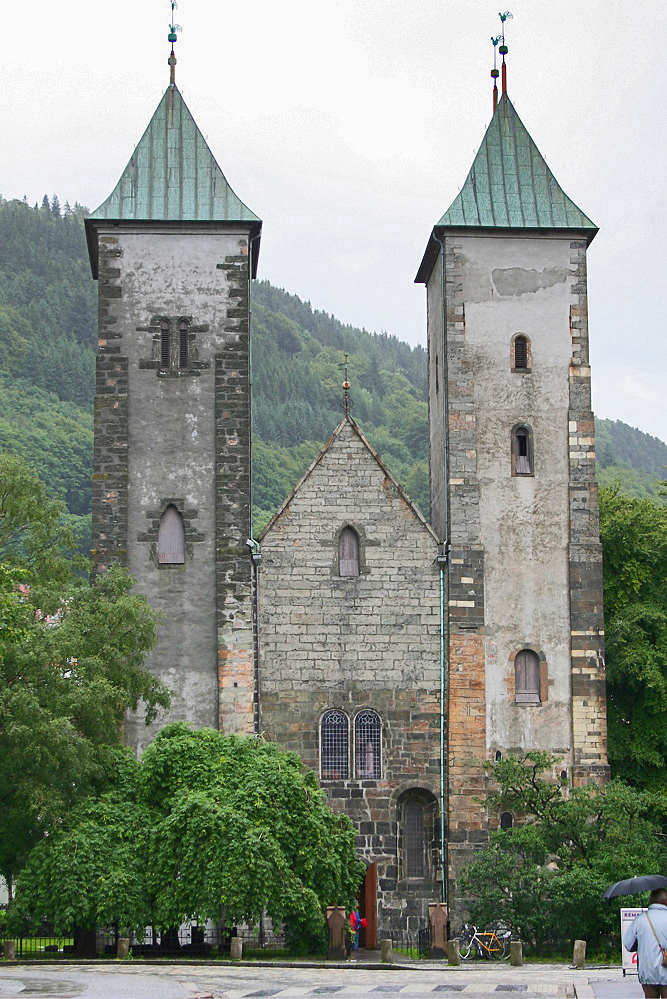
Església de Santa Maria
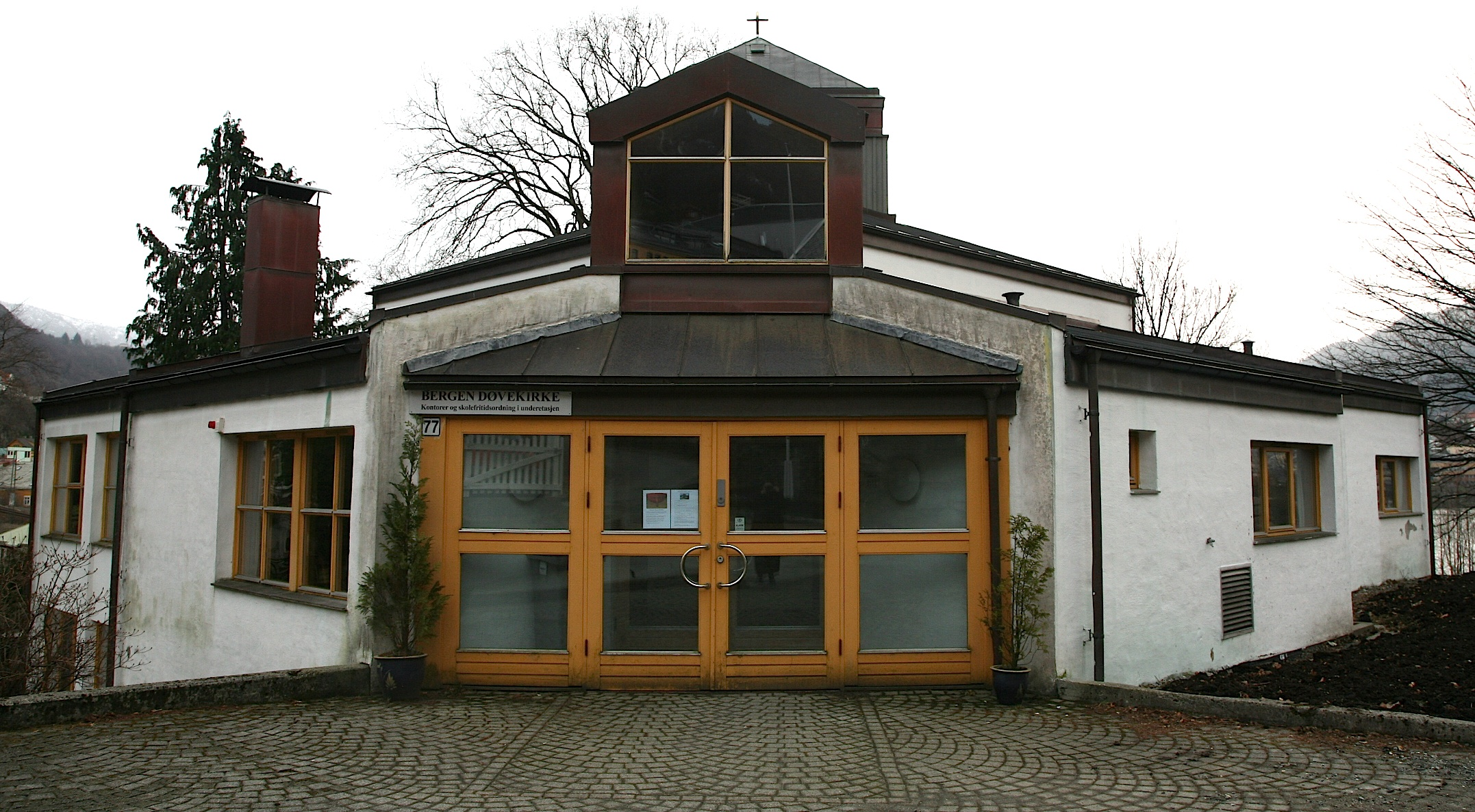
Església pels sords
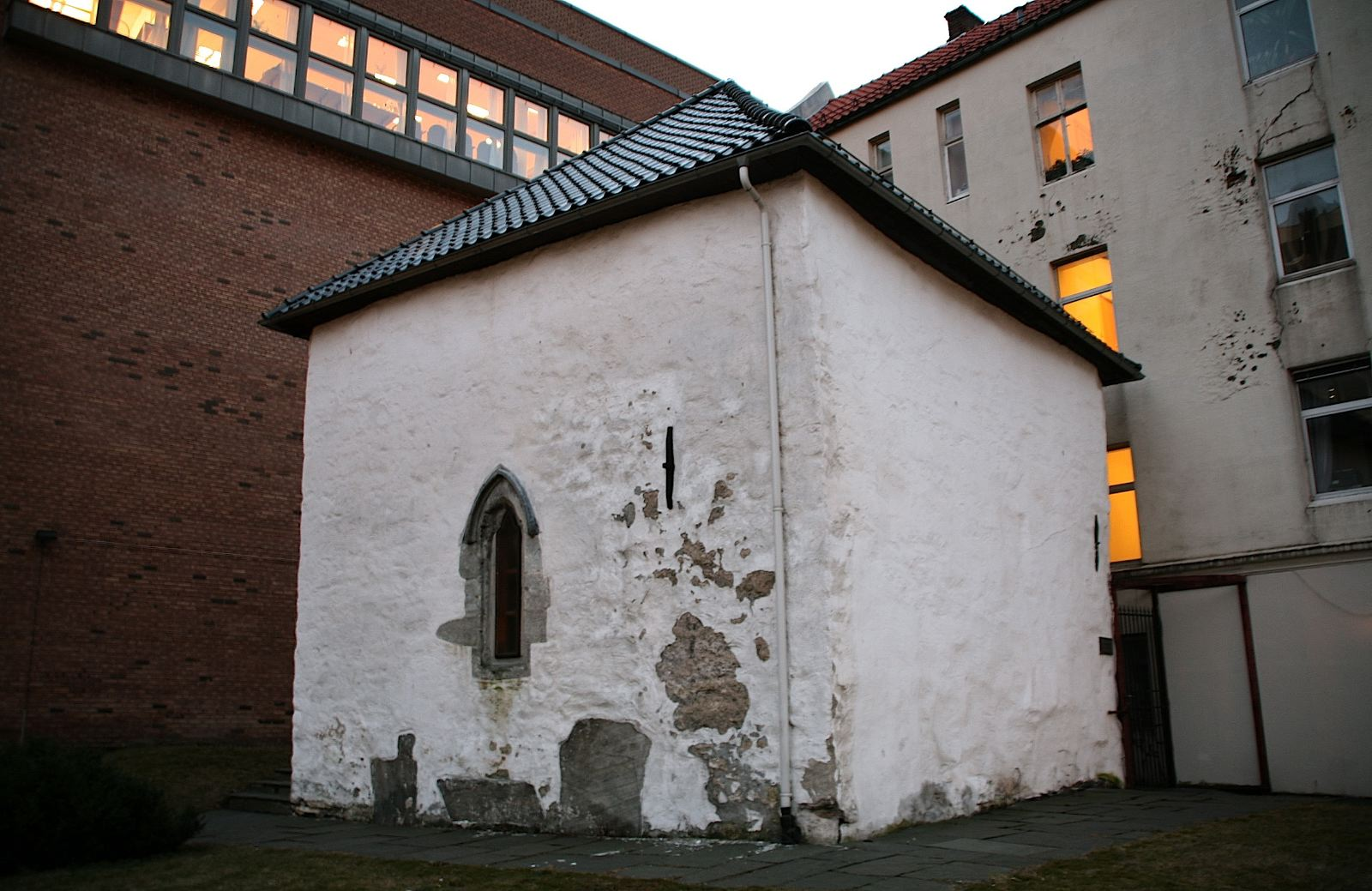
Abadia de Nonneseter
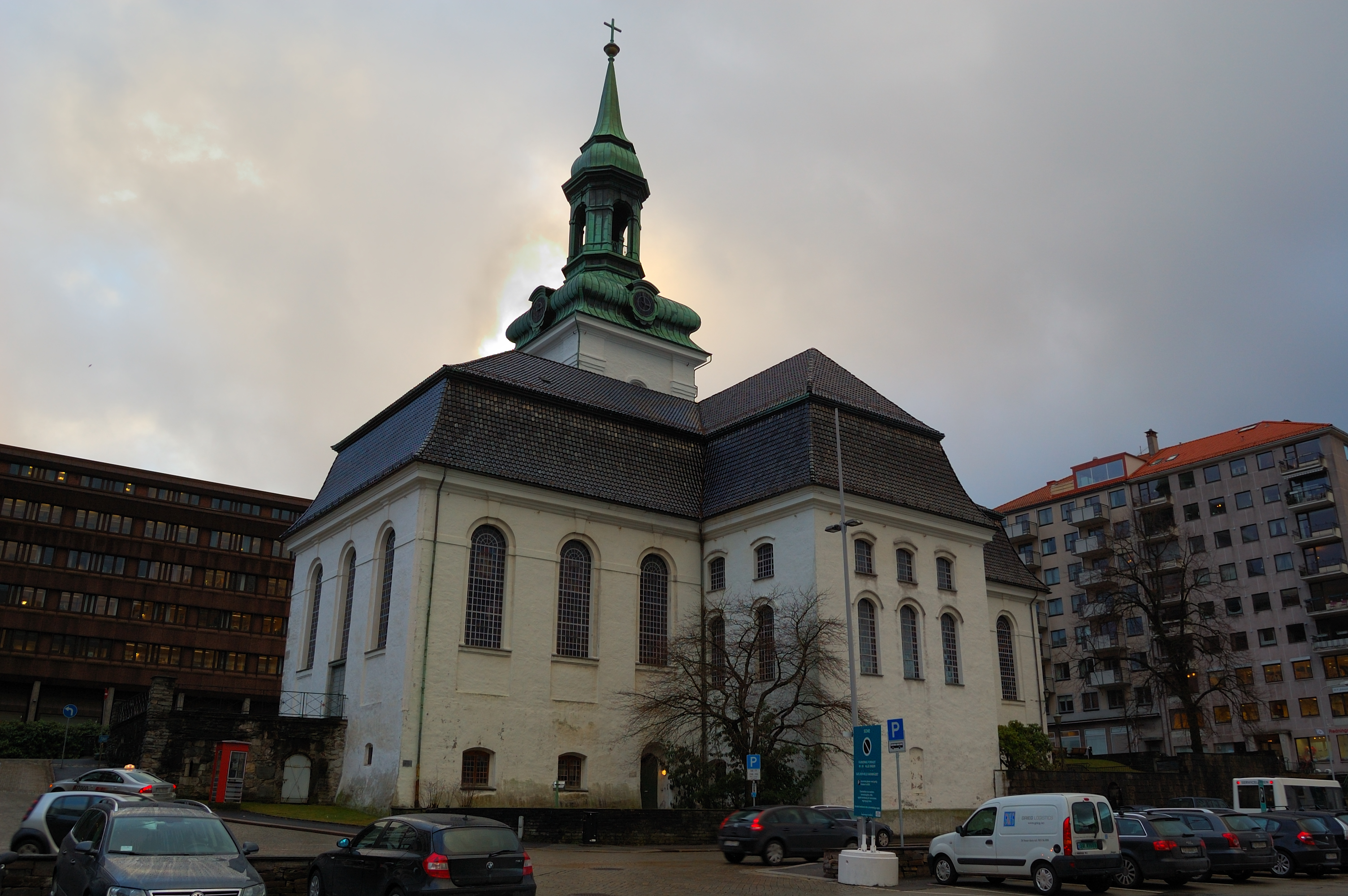
Nykirken (església nova)
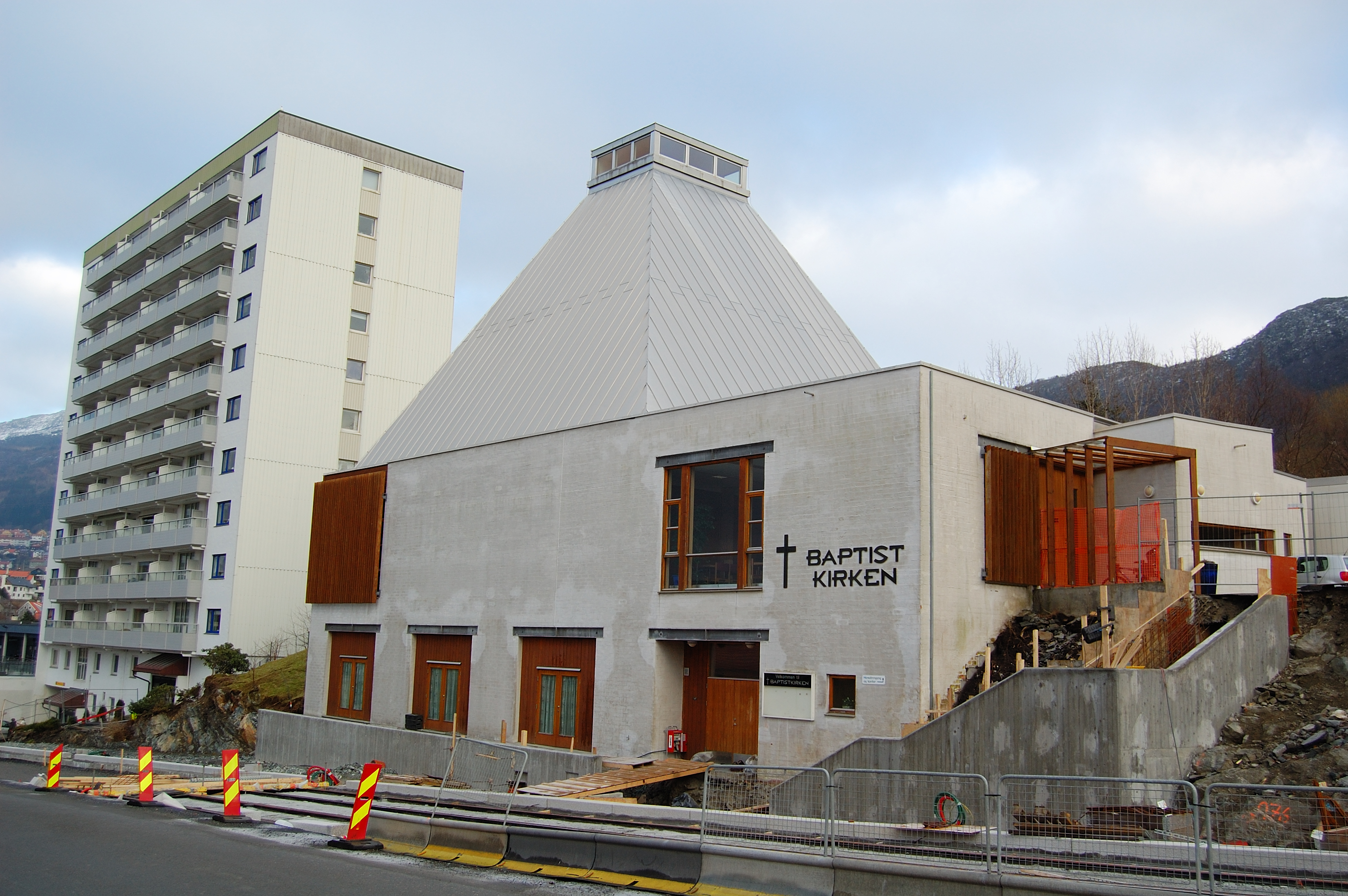
Església Baptista de Bergen
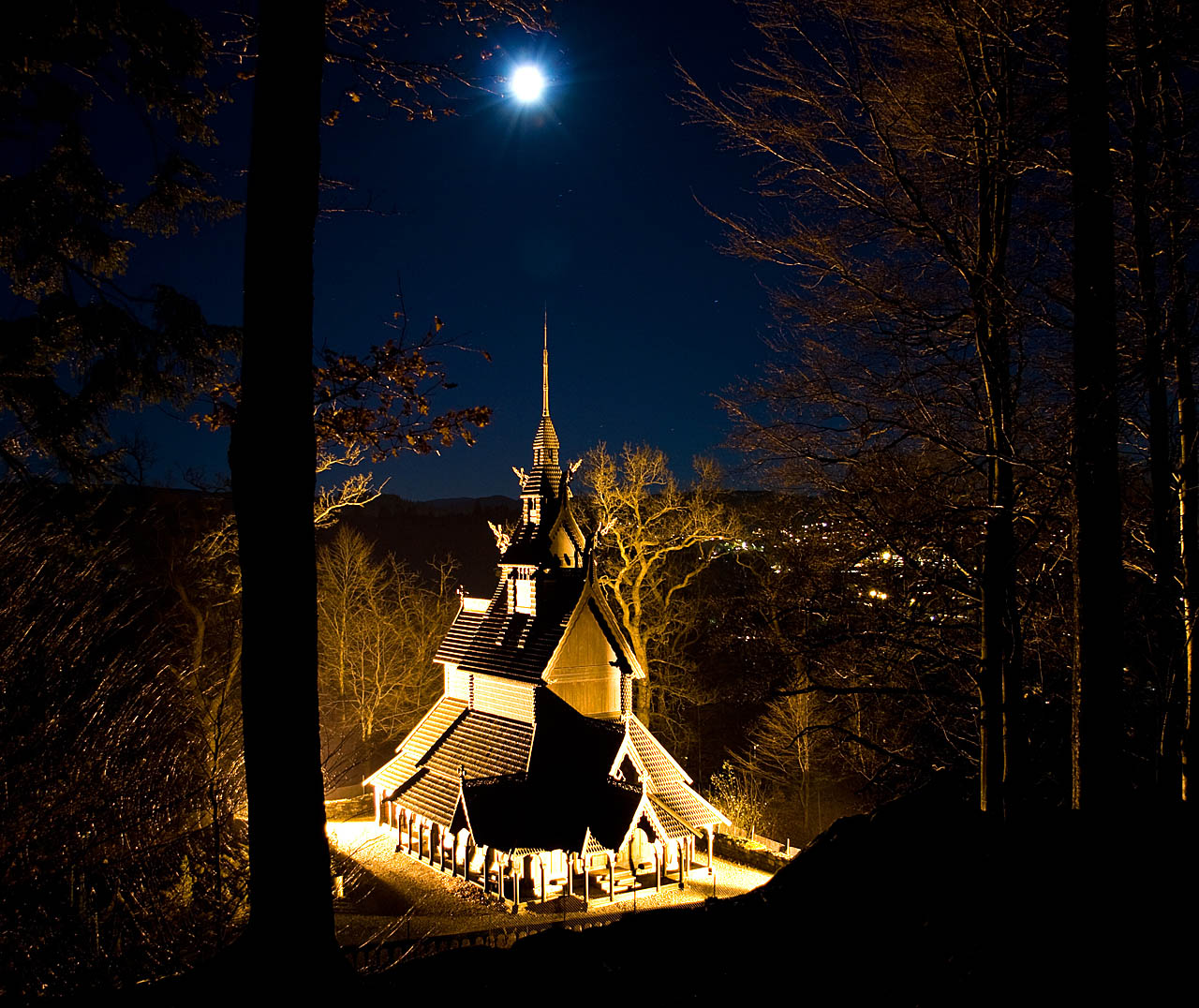
Església de Fantoft

### Immigració
| Països                                                                                               | Població |
| --- | -------- |
| Total                                                                                                | 256.600  |
| UE/EEE, EUA, Canadà, Austràlia i Nova Zelanda                                                        | 238.815  |
| Àsia, Àfrica, Amèrica Llatina, Oceania excepte Austràlia i Nova Zelanda, i Europa excepte els UE/EEE | 17.785   |

La població immigrant (aquells qui tenen ambdós pares nascuts fora del país) de Bergen, inclouen 23.682 persones amb orígens de 164 països diferents, representa el 9,56% de la població total de la ciutat (2008). D'aquests, el 40,8% tenen orígens europeus, el 36,0% de l'Àsia, el 12,4% d'Àfrica, el 7,8% d'Amèrica Llatina, el 2,5% d'Amèrica del Nord i el 0,5% d'Oceania. La població immigrant de Bergen en el període 1993-2008 va incrementar-se en un 119,7% mentre que la població d'ètnia noruega ha crescut en un 8,1% durant aquest mateix període. La mitja nacional és de 138,0% i 4,2% respectivament. Per tant, la població immigrant és la responsable del 43,6% del creixement de la població de Bergen, del 60,8% del creixement a Noruega durant el període 1993-2008, i del 84,5% d'Oslo.

#### Història dels jueus a Bergen
La primera família jueva s'assentà a Bergen l'any 1857, només prop de 150 dels 2.000 jueus que s'assentarien a Noruega entre 1851 i 1945, ho farien a Bergen, on s'establí una congregació. Herschel Rabinowitz, germà de Moritz Rabinowitz va dir el 1936 que "Bergen mai tindrà una població jueva destacable". 8 anys més tard, fou arrestat i assassinat al camp de concentració d'Auschwitz. La congregació jueva de Bergen desaparegué després de l'holocaust a Noruega. En total, 20 jueus de Bergen foren deportats a Auschwitz i assassinats a l'hivern de 1942-1943. 10 d'aquests vivien al barri de Møhlenpris, incloent-hi el botiguer Harry Hirsch Scheer de 29 anys. El 26 de novembre de cada any, el dia en què foren deportats amb el D/S Donau, es rememora aquest fet portant una torxa des de l'escola de Møhlenpris.

### Àrees urbanes

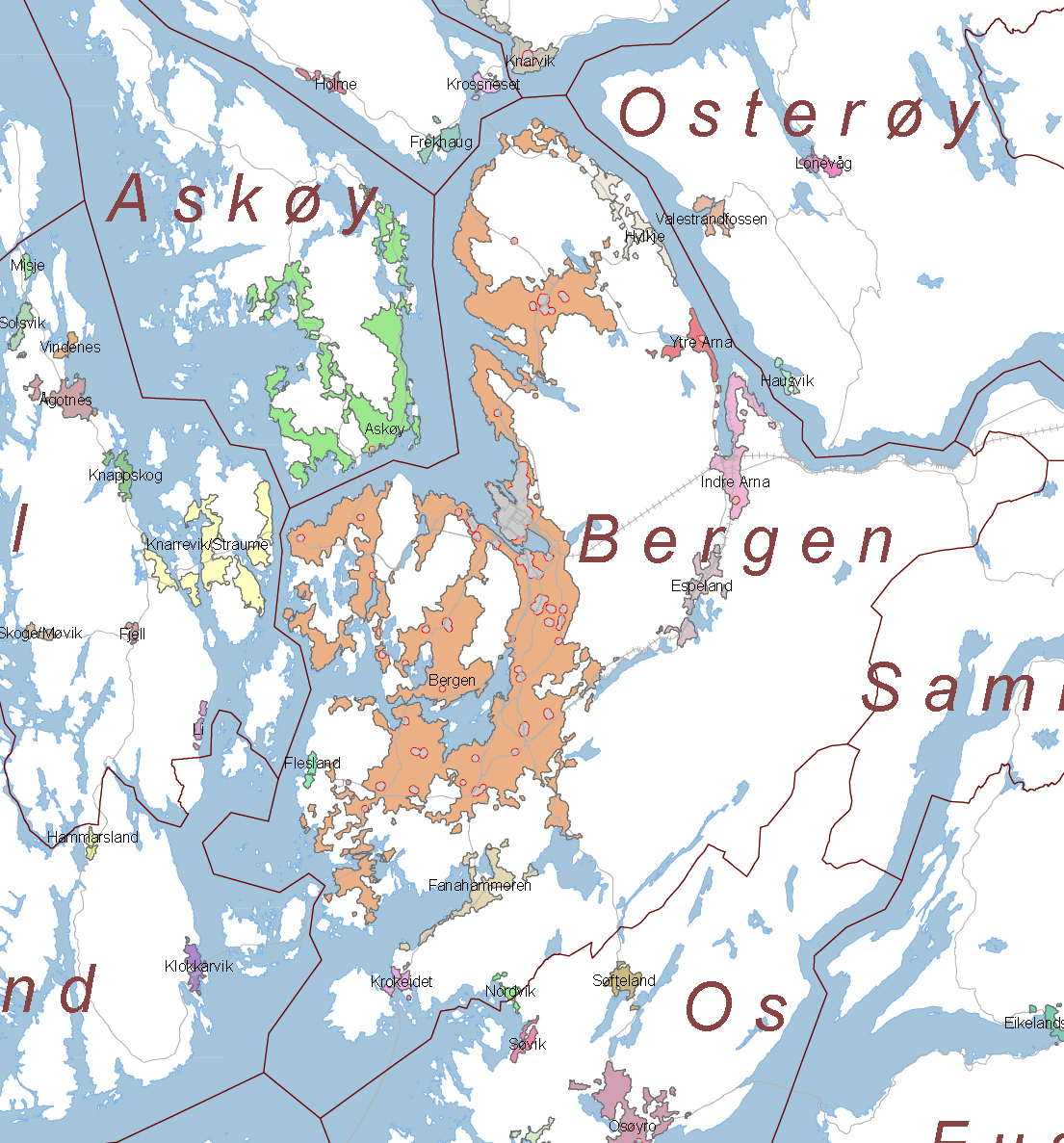
Bergen: àrees urbanes (SSB)

D'acord amb l'SSB, l'institut d'estadístiques de Noruega, hi ha nou àrees urbanes en el municipi. La més gran és l'àrea de Bergen, que cobreix 94,03 km², tot just el 20% del municipi. La densitat de població és de 2.422 hab/km². Altres àrees són Askøy, Knarrevik/Straume, Frekhaug, Knarvik i Osøyro.
Població l'1 de gener de 2009:
- àrea urbana de Bergen – 227.752
- Indre Arna – 6.296
- Fanahammeren – 3.613
- Ytre Arna – 2.522
- Hylkje – 2.195
- Espeland – 2.049
- Nordvik – 431
- Krokeidet – 337
- Flesland – 335

## Paisatge urbà

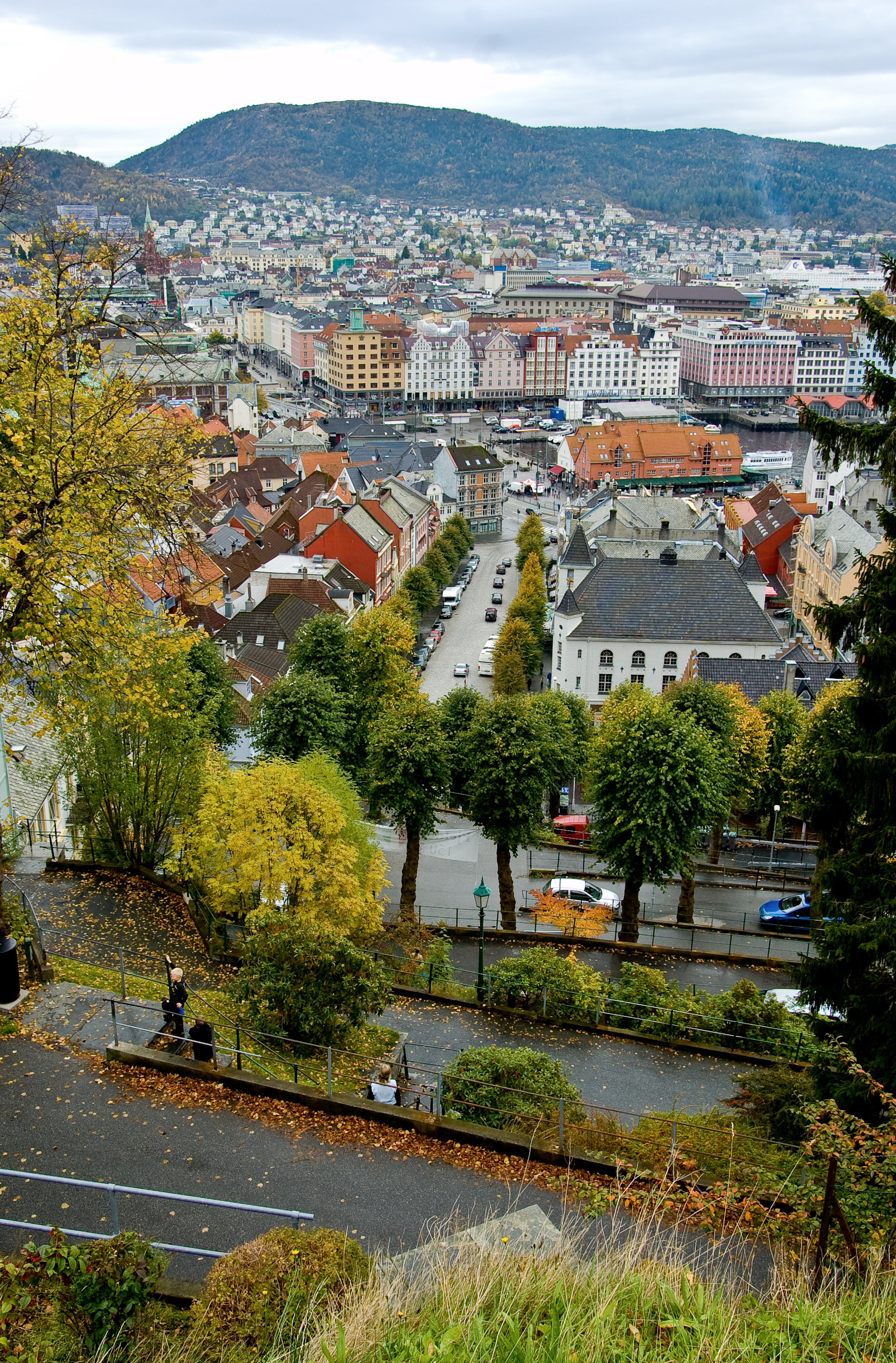
Vista del centre ciutat i el Torgallmenningen.

El centre ciutat de Bergen està a l'oest del municipi, encarant el fiord de Byfjorden. Està situat entre un grup de muntanyes, sovint anomenades les Set Muntanyes de Bergen, encara que el nombre de muntanyes sigui superior. Des d'aquí, l'àrea urbana de Bergen s'estén cap al nord, oest i sud, mentre que cap a l'est s'hi troba un gran massís muntanyós. Fora del centre ciutat, i als voltants d'altres barris (com per exemple, Årstad, Laksevåg i Sandviken), la majoria de la població viu repartida en barris residencials relativament poblats que s'han anat construint des dels anys 50. En alguns d'aquests, predominen els apartaments i torres amb terrassa (per exemple, a Fyllingsdalen), mentre que en d'altres, hi predominen les cases unifamiliars.
El nucli antic de Bergen és l'àrea que envolta la moll de Vågen al centre de la ciutat. Originàriament centrat al costat est del moll, Bergen va anar expandint-se cap a l'oest i el sud. Resten pocs edificis del període més antic, essent els més significants l'Església de Santa Maria que data del segle xii. Durant diversos centenars d'anys, l'extensió de la ciutat restà força constant. El creixement de la població s'havia quedat estancat, i la geografia impedia un fàcil creixement. L'any 1702, set vuitenes parts de la ciutat desapareixeren presa del foc. La majoria dels edificis de la ciutat, incloent-hi el Bryggen (el qual seria reconstruït en un estil medieval), van ser reconstruïts. El foc, marcà una transició entre les cases cobertes de quitrà, així com les cases de troncs restants, i els edificis pintats o de totxo.

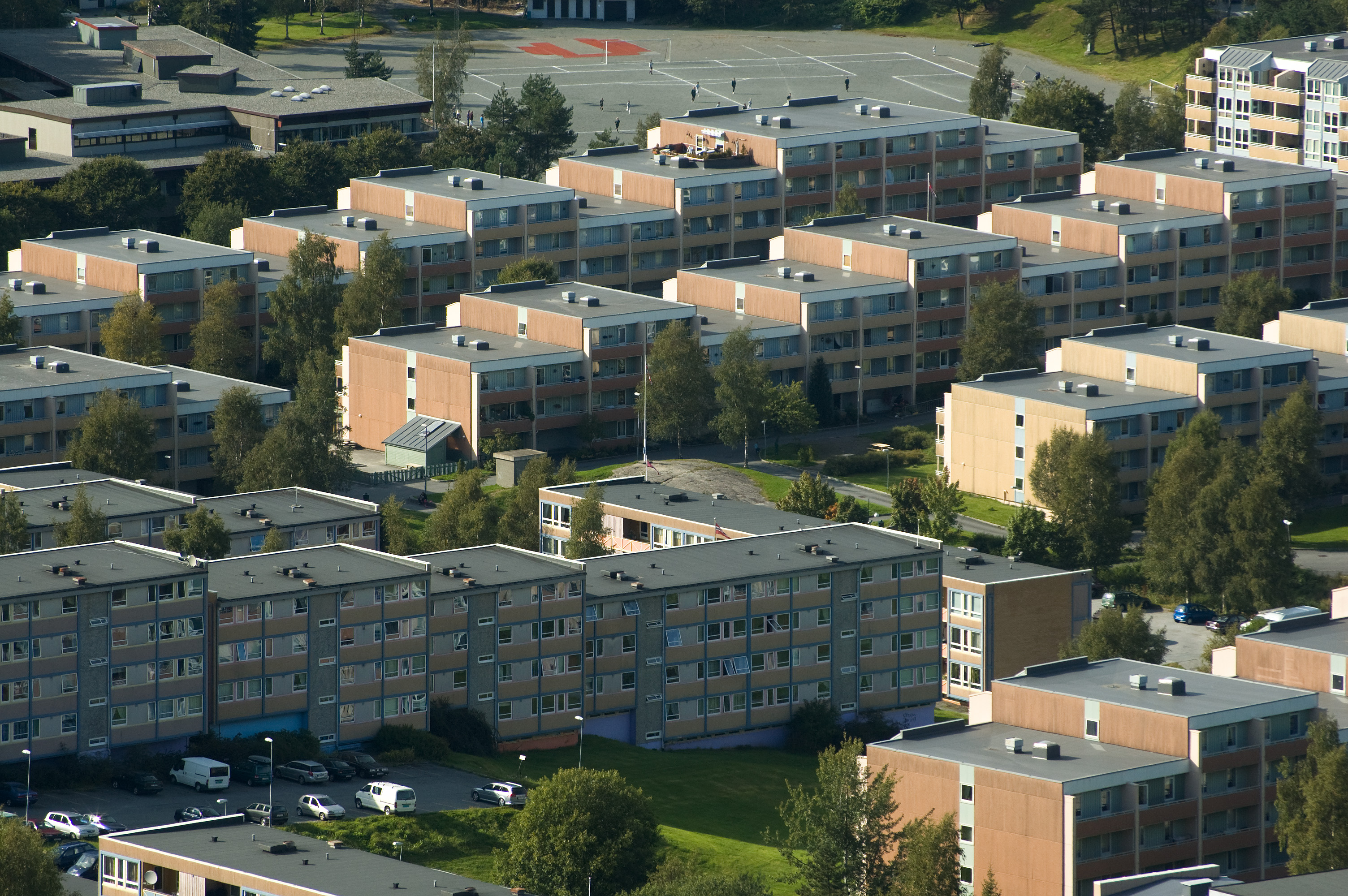
Apartaments moderns del barri de Fyllingsdalen.

La segona meitat del segle xix va ser un període d'expansió ràpida i modernització de la ciutat. El foc de 1855, que afectà la zona oest de Torgallmenningen comportà la construcció de blocs de pisos de mides similars en aquesta àrea del centre de la ciutat. Els límits de la ciutat foren expandits el 1876, i els barris de Nygård, Møhlenpris i Sandviken van ser urbanitzats a gran escala tant per a famílies d'alt nivell adquisitiu com per a les més pobres. La sva arquitectura es va veure influenciada per diversos estils com ara, d'historicisme, classicisme i Art Nouveau. Els xalets construïts entre els barris de Møhlenpris i Nygård, i a la falda del turó de Fløyen, van ser també annexionades a la ciutat en aquell mateix any. Al mateix temps, estava tenint lloc un procés d'urbanització de l'àrea de Solheimsviken a Årstad, que en aquells moments era fora del municipi de Bergen, i que se centrà al voltant de la gran activitat industrial de la zona. Les cases dels treballadors d'aquesta àrea eren de construcció pobra, i en resta ben poc després de la reconstrucció a gran escala dels 1960-1980.

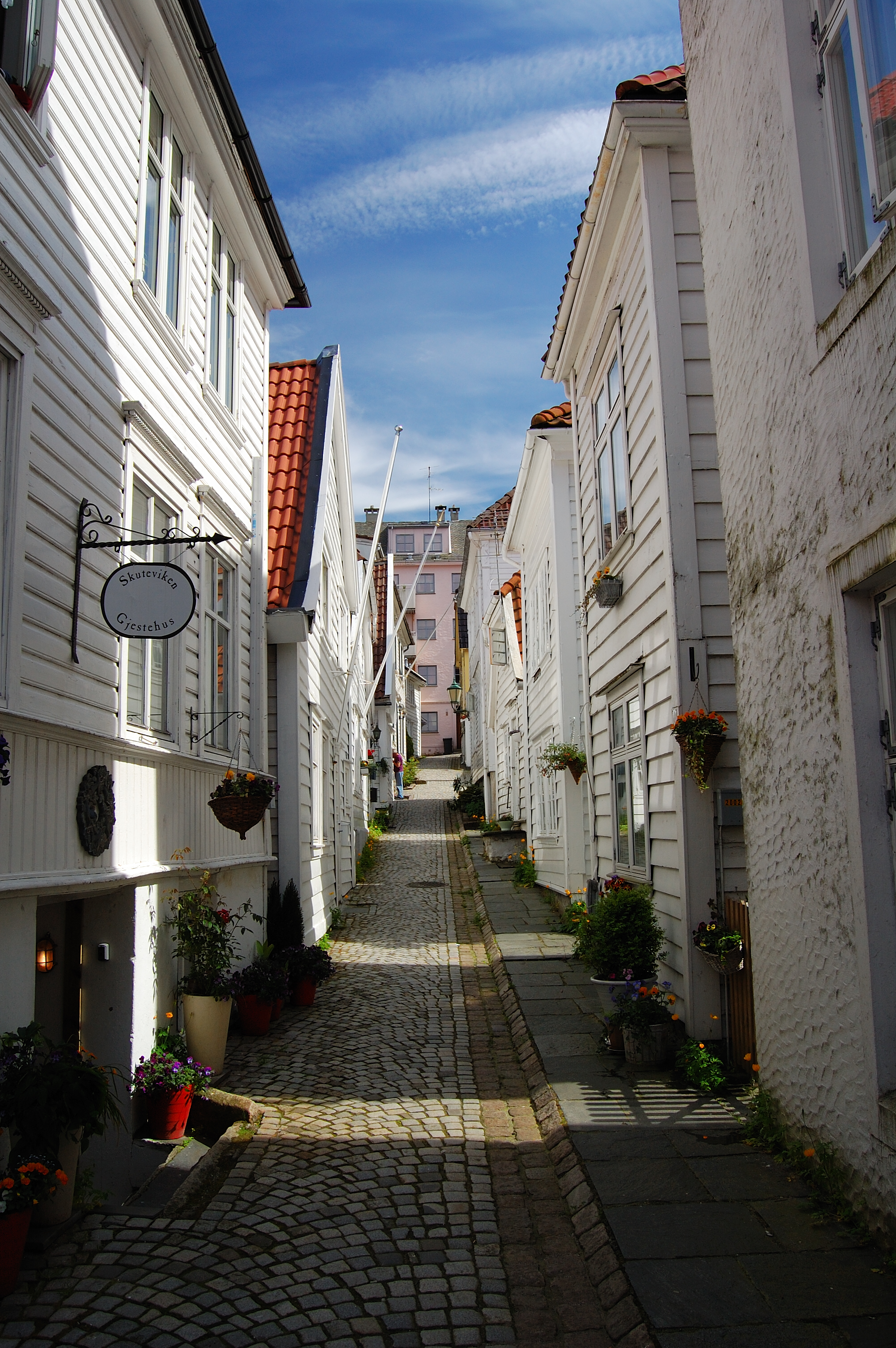
Els carrers estrets formen part, sovint, de les vistes dels barris més antics de Bergen.

Després que Årstad esdevingués part de Bergen el 1916, un pla de desenvolupament fou aplicat a la nova àrea. Es planificaren pocs blocs d'edificis similars als dels barris de Nygård i Møhlenpris. Moltes de les famílies obreres construïren les seves pròpies cases, i per tant, molts edificis petits no adossats foren construïts. Després de la Segona Guerra Mundial, Bergen es tornà a topar amb un problema d'extensió, i, contràriament als plans originals, es construïren molts blocs de pisos al barri de Landås entre el 1950 i el 1960. Fyllingsdalen deixà de formar part del municipi de Fana per a passar a formar part del de Bergen el 1955. De la mateixa manera que àrees d'Oslo com per exemple Lambertseter, Fyllingsdalen va convertir-se en un suburbi modern amb grans blocs de pisos i algunes cases unifamiliars, entre els anys 1960 i 1970. Altres expansions similars van tenir lloc més enllà dels límits de la ciutat, com per exemple a Loddefjord.
Al mateix temps que l'expansió planificada de la ciutat tingué lloc, altres suburbis més enllà dels límits d'aquesta també creixeren ràpidament. Alguns dels ciutadans més ben posicionats de la ciutat havien estat vivint al barri de Fana des del segle xix, i amb l'extensió de la ciutat, aquest també es veié annexionat al municipi. El mateix succeí amb Åsane o per exemple, Laksevåg. La majoria de les cases d'aquests barris eren xalets unifamiliars o petits blocs de pisos. Com que els municipis fronterers amb Bergen foren annexionats a aquest l'any 1972, l'expansió ha continuat a un ritme similar, tot i que des de l'administració s'han encoratjat les àrees properes als centres comercials i futures estacions del Tramvia de Bergen entre d'altres.
Com a part de la modernització que afectà els anys 1950 i 1960, i a causa de les destrosses causades durant la Segona Guerra Mundial, l'ajuntament va desenvolupar nous plans d'urbanisme per a diverses àrees del centre de Bergen. Aquests plans incloïen la demolició de bastants barris d'habitatges de fusta, com ara Nordnes, Marken i Stølen. Cap d'aquests plans, però, foren duts a terme en la seva forma original, essent els de Marken i Stølen descartats totalment, i el de Nordnes només dut a terme en l'àrea més afectada per la Segona Guerra Mundial. El consell de la ciutat aprovà la demolició total del barri de Marken el 1964, però, tot i això, la decisió fou força compromesa i revertida el 1974. El mateix Bryggen fou amenaçat per aquests plans, ja que després dels incendis de 1955 on diversos edificis quedaren en cendres, es plantejà la demolició total o parcial d'aquest barri. Finalment, però, els edificis restants després de l'incendi foren restaurats i alguns altres reconstruïts. La demolició d'antics edificis i ocasionalment barris sencers de la ciutat encara estan tenint lloc, essent un exemple força actual la demolició del Jonsvollskvartalet al barri de Nøstet.

## Política
Des del 2000, la ciutat de Bergen està governada pel govern de la ciutat (byråd) que es basa en el principi del parlamentarisme. El govern consta de 6 membres anomenats comissionats, i que són designats pel consell de la ciutat, l'autoritat suprema de la ciutat. Des de les eleccions locals de 2007 a les del 2015, la ciutat va estar governada per una coalició de dretes formada pel Partit del Progrés, el Partit Democristià i el Partit Conservador, cadascun amb 2 comissionats, però la victòria del Partit Laborista el 2015 va tombar la gran coalició i des d'aleshores el partit governa la ciutat. Marte Mjøs Persen, membre del Partit Laborista, és l'alcaldessa de la ciutat, mentre que Marita Moltu, del Partit Democristià, és la líder del govern de la ciutat, la posició política amb més poder de Bergen.

### Eleccions del 2015
| Consell de la ciutat de Bergen 2015–2019 |         |
| Partit Laborista                         | 26 (+7) |
| Partit Conservador                       | 15 (-9) |
| Partit del Progrés                       | 06 (-1) |
| Partit Socialista d'Esquerra             | 05 (+2) |
| Partit Democristià                       | 04 0(0) |
| Partit Verd                              | 04 (+3) |
| Venstre                                  | 04 (-1) |
| Partit Roig                              | 02 0(0) |
| Partit de Centre                         | 01 0(0) |
| Total                                    | 67      |

Les eleccions municipals de 2015 van tindre lloc el 15 de setembre. El Partit Conservador (H) va ser el clar perdedor de les eleccions, passant del 34,9% dels vots a les eleccions municipals del 2011 al 22,1%. En canvi, el Partit Laborista guanyà 7 representats, passant del 28,8% dels vots al 37,8%. El Partit del Progrés va obtenir 6 representants, perdent-ne un i passant del 10,4% dels vots al 8,7%. El Partit Socialista d'Esquerra guanyà 2 representats i passà del 5,4% dels vots al 7,0%. El Partit Democristià pujà un 0,4%, acabant amb un 6,0% dels vots totals. El Venstre va perdre un representant, passant del 7,0% al 5,5% dels vots. El Partit Roig va perdre un 0,9%, acabant amb el 2,3%, mentre que el Partit de Centre guanyà un 0,6%, acabant amb un 2,0% dels vots. Finalment, el Partit Verd passà a ser la sisena força de la ciutat, guanyant un 4,0% i acabant amb el 6,0%.

### Districtes municipals
Bergen està dividida en 8 districtes municipals, tal com es pot apreciar al mapa de l'esquerra. En sentit horari, començant pel nord, els districtes són Åsane, Arna, Fana, Ytrebygda, Fyllingsdalen, Laksevåg, Årstad i Bergenhus. El centre ciutat està situat a Bergenhus. Parts de Fana, Ytrebygda, Åsane i Arna no formen part de l'àrea urbana de Bergen, fet que fa que el municipi tingui aproximadament 20.000 habitants més que l'àrea urbana. Les administracions dels districtes independents foren tancades el 30 de juny del 2004. i posteriorment reobertes l'1 de gener del 2008.
| Districte municipal | Població | %    | Àrea (km²) | %    | Densitat (/km²) |
| ------------------- | -------- | ---- | ---------- | ---- | --------------- |
| Arna                | 12,546   | 4.9  | 102.44     | 22.0 | 126             |
| Bergenhus¹          | 37,851   | 14.8 | 26.58      | 5.7  | 4.336           |
| Fana (Noruega)      | 37,821   | 14.8 | 159.70     | 34.3 | 251             |
| Fyllingsdalen       | 28,760   | 11.2 | 18.84      | 4.0  | 1.638           |
| Laksevåg            | 38,033   | 14.8 | 32.72      | 7.0  | 1.261           |
| Ytrebygda           | 25,326   | 9.9  | 39.61      | 8.5  | 655             |
| Årstad²             | 36,667   | 14.3 | 14.78      | 3.2  | 4.329           |
| Åsane               | 39,186   | 15.3 | 71.01      | 15.2 | 569             |
| No especificats     | 410      |      |            |      |                 |
| Total               | 256,600  | 100  | 465.68     | 100  | 576             |

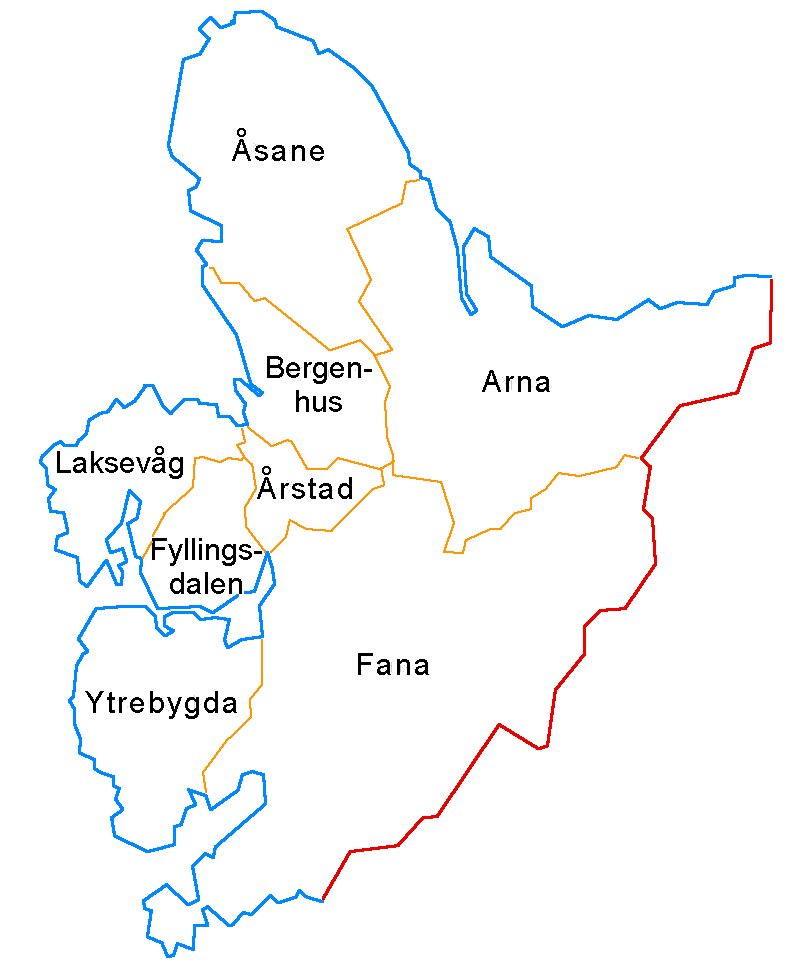
Districtes municipals de Bergen

Les dades mostrades a continuació, inclouen àrees d'aigua i àrees de muntanya deshabitades.

¹ El districte municipal de Bergenhus té 8.73 km², la resta és aigua i àrees de muntanya deshabitades.

² El districte municipal d'Årstad té 8.47 km², la resta és aigua i àrees de muntanya deshabitades.

## Educació

### Educació superior

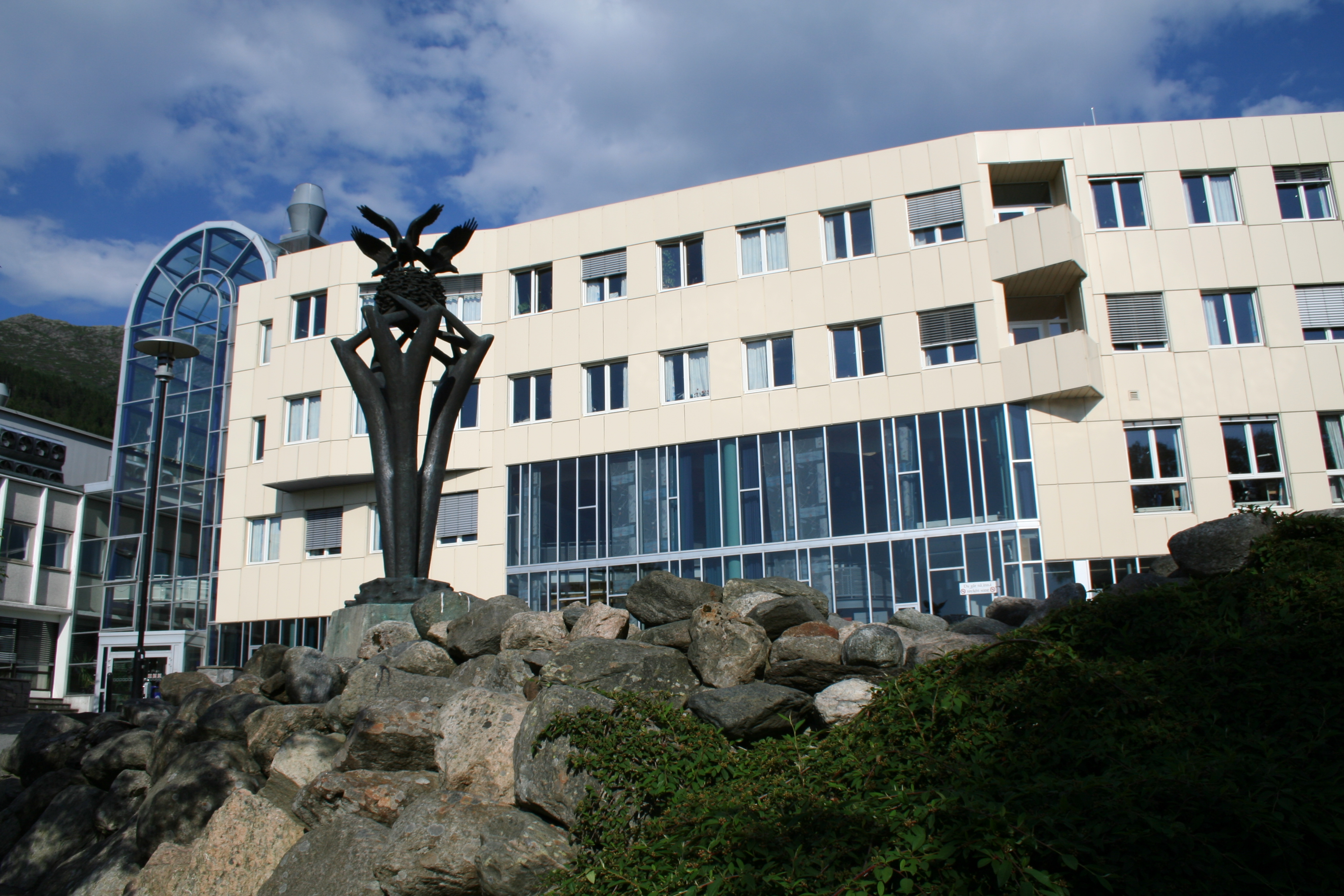
Edifici de la Facultat de Pedagogia a Landås.

Bergen compta amb una universitat, la Universitetet i Bergen, i una escola universitària, l'Escola Universitària de Bergen, amb un total de 22.000 estudiants i 3.600 PDI/PAS. Amb aproximadament 16.000 estudiants i 3.000 PDI/PAS la Universitat de Bergen és la tercera més gran de Noruega, per darrere de la Universitat d'Oslo i la Universitat Noruega de Ciència i Tecnologia de Trondheim. Tot i que no va ser fundada fins al 1946, ja existia activitat acadèmica al Museu de Bergen des del 1825. Les branques estendard de la universitat són la recerca marina i la cooperació amb països en vies de desenvolupament. El 2002 els departaments de recerca climàtica, recerca petrolifera i estudis medievals van ser reconeguts com a centres d'excel·lència. El desembre de 2004, el multimilionari Trond Mohn donà 250 milions de NOK a la universitat per a subvencionar la recerca. A més, Mohn ha fet moltes altres donacions a la universitat de 50 milions de NOK.
L'Escola Universitària de Bergen (Høgskolen i Bergen, en noruec) és una de les 24 escoles universitàries de les que l'estat n'és el propietari. El 2007, tenia aproximadament 6.000 estudiants i 600 PDI/PAS. Aquesta, ofereix estudis encarats cap a professions específiques. L'escola està dividida en 3 facultats: la Facultat de Pedagogia, la Facultat d'Enginyeria i la Facultat de Ciències Socials i de la Salut.

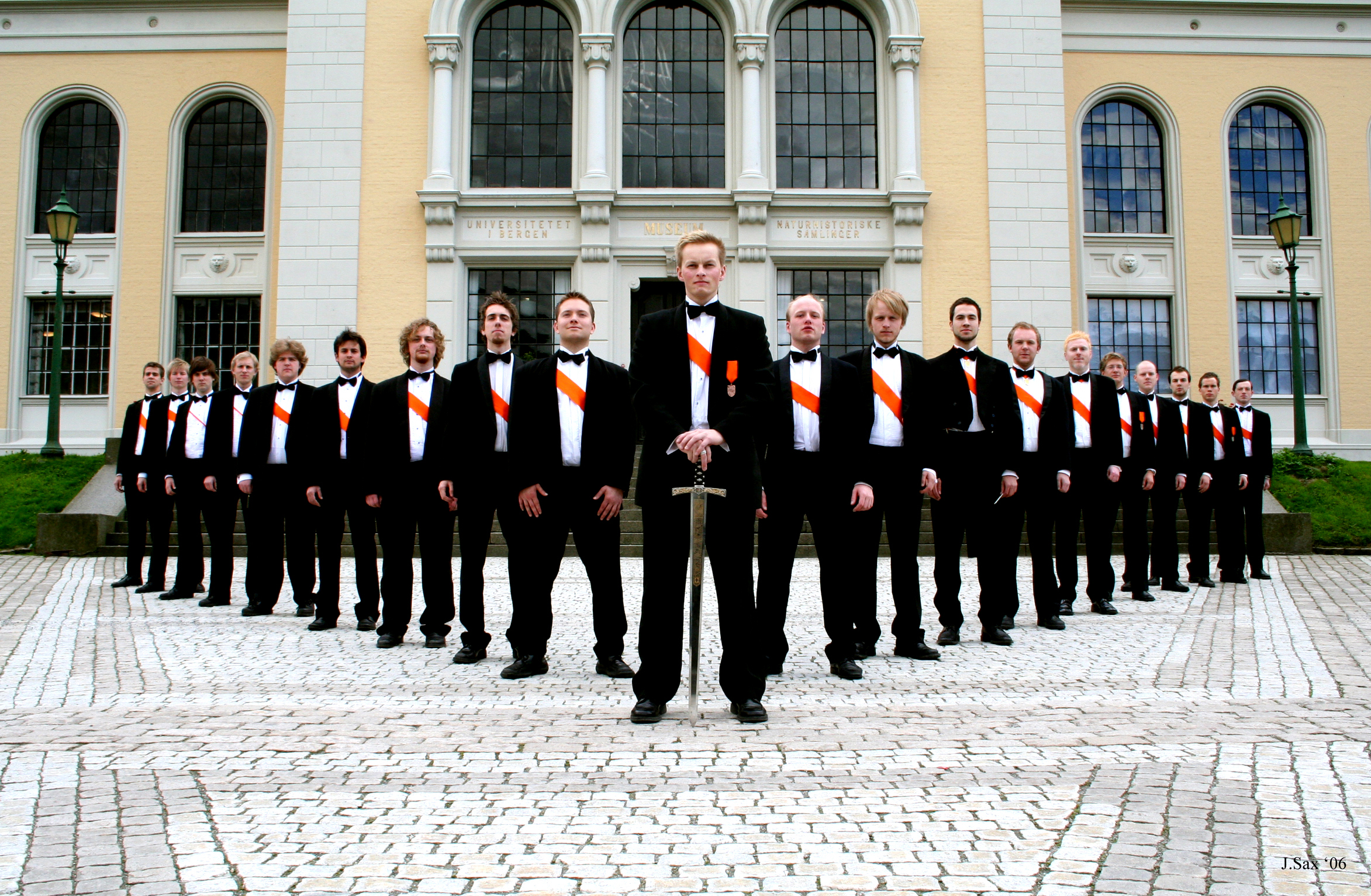
El cor masculí de la Universitat de Bergen, un exemple d'associació d'estudiants de la universitat.

L'Escola Universitària d'Economia i Administració i Direcció d'Empreses de Noruega (Norges Handelshøyskole en noruec), més coneguda per NHH, és la universitat líder en economida i ADE de Noruega. Finn E. Kydland, el més recent (2004) dels tres noruecs llorejats pel Premi Nobel d'Economia, ha estat tant estudiant com professor de la NHH. L'escola té aproximadament 2.700 estudiants i 350 PDI/PAS. L'escola va ser fundada el 1936, com a resultat d'una resolució aprovada al Storting el 1917, i va ser la primera escola de negocis de Noruega. El 2007, el programa Màster en Ciències de l'escola ocupa el 36é millor lloc d'Europa segons el Financial Times.
L'Escola d'Arquitectura de Bergen (Bergen Arkitekt Skole en noruec), que va ser fundada el 1986 per l'arquitecte Svein Hatløy, ofereix programes alternatius i entre els seus graduats en destaca Tommie Wilhemsen.
L'Acadèmia Nacional d'Arts de Bergen (Kunsthøgskolen i Bergen en noruec), que té uns 300 estudiants i 100 PDI/PAS, és una de les dues institucions d'educació superior en arts visuals i disseny de Noruega. Els estudiants poden fer una llicenciatura de tres anys o bé un dels següents programes Màster de 2 anys: Arts visuals, arquitectura d'interiors, disseny de mobles, disseny d'interiors, comunicacions visuals, fotografia, gravats, ceràmica i tèxtils.
L'Acadèmia Naval de Noruega (Sjøkrigsskolen en noruec) de la Marina Reial de Noruega està situada al barri de Laksevåg a Bergen.
La ciutat compta amb diverses residències d'estudiants, com ara Fantoft, situada a la zona amb el mateix nom, Alrek o Hatleberg.

### Educació primària i secundària

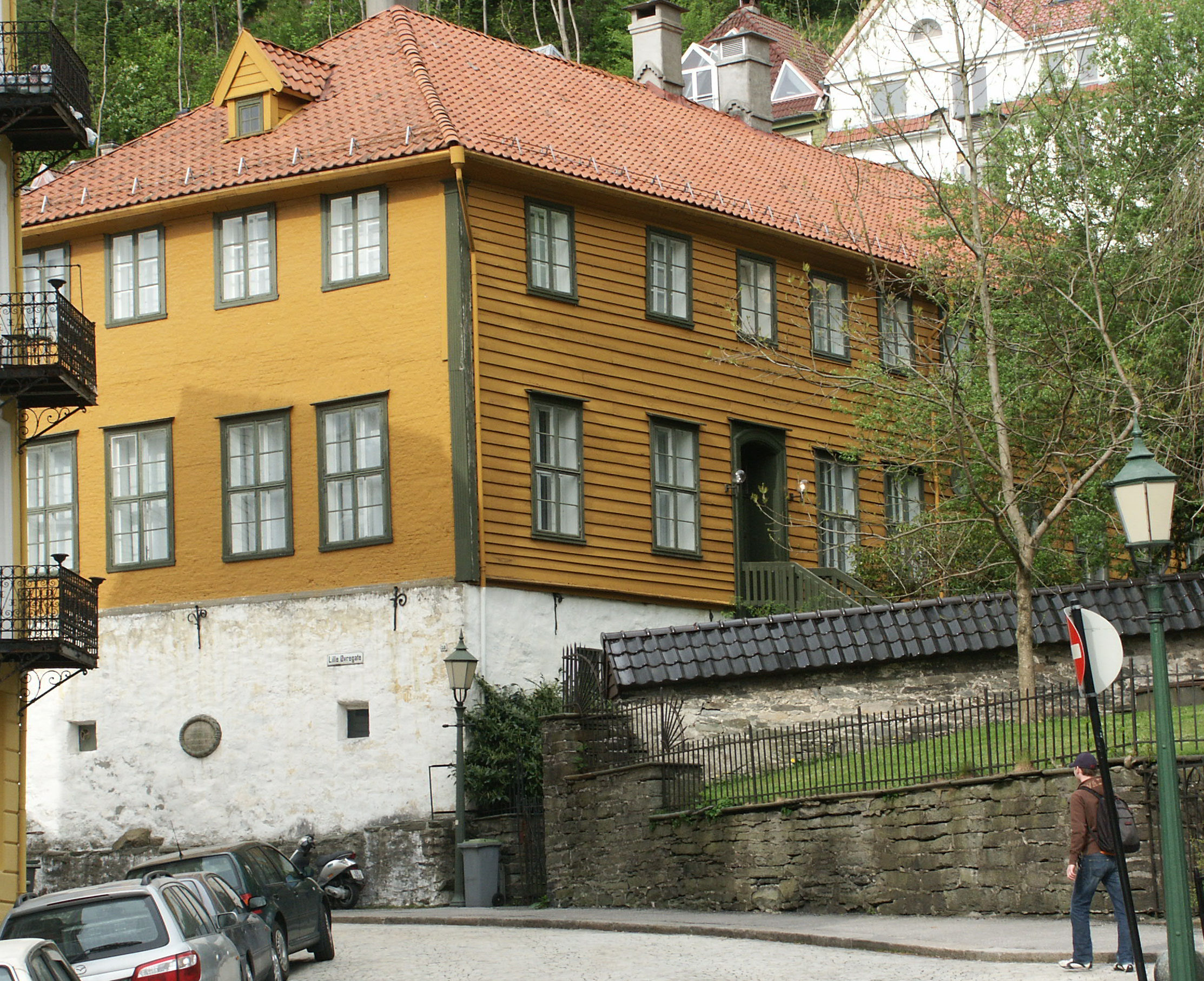
L'antic edifici de la Bergen Katedralskole, llavors coneguda com a Bergen Latinskole.

Hi ha 64 escoles d'educació primària, 18 escoles d'educació secundària inferior i 20 d'educació secundària superior. A més també existeixen 11 escoles que ofereixen educació primària i secundària inferior.
Es creu que la Bergen Katedralskole (Scholae Bergensis Cathedralis en llatí) fou fundada l'any 1153 pel papa Adrià IV (conegut a llavors com Nicolau Breakspeare) i, per tant, fent-la l'escola més antiga de Bergen i una de les més antigues de tota Noruega. L'escola es va moure al seu emplaçament actual el 1840, i l'antic edifici restà sense ús fins que el Museu Escola de Bergen s'hi traslladà al 2003. Des de 1972, l'escola és una més d'entre les escoles d'educació secundària superior, el que a Catalunya vindria a ser un Institut d'Educació Secundària.
El 2006, el Bergen Handelsgymnasium, una escola d'educació secundària superior de Bergen, fou escollida finalista del guardó Holberg, que premia a les millors escoles del país.

### Recerca
La Universitat de Bergen i l'hospital universitari de Haukeland són les dues principals institucions de recerca de Bergen.
L'Institut Christian Michelsens (Christian Michelsens Institutt en noruec), fundat el 1930, es troba a Bergen. Amb una inversió anual de 56 milions de NOK, és un dels instituts independents de recerca sobre els drets humans i desenvolupament de Noruega. L'objectiu principal del CMI és el d'informar i influenciar les polítiques de desenvolupament internacional.
L'Institut Noruec de Recerca Marina (Havforskningsinstituttet en noruec), antigament conegut com a Investigacions de Pesca de Noruega (Norske Fiskeriundersøgelser en noruec), està a Bergen des del 1900. L'objectiu principal de l'institut és el d'aconsellar a les autoritats nacionals, la societat i la indústria sobre qüestions relacionades amb els ecosistemes del Mar de Barents, el Mar de Noruega, el Mar del Nord, la zona costanera noruega i sobre els camps de l'aqüicultura. L'institut compta amb 700 PDI/PAS, cosa que fa que sigui la institució de recerca marina més gran de Noruega.
UNIFOB AS és una organització de recerca sense ànim de lucre afiliada a la Universitat de Bergen. Unifob fa recerca i organitza activitats associades a diversos camps científics coberts pels departaments de la universitat, incloent-hi el del petroli, la salut, la computació científica i la biologia molecular marina.

## Economia

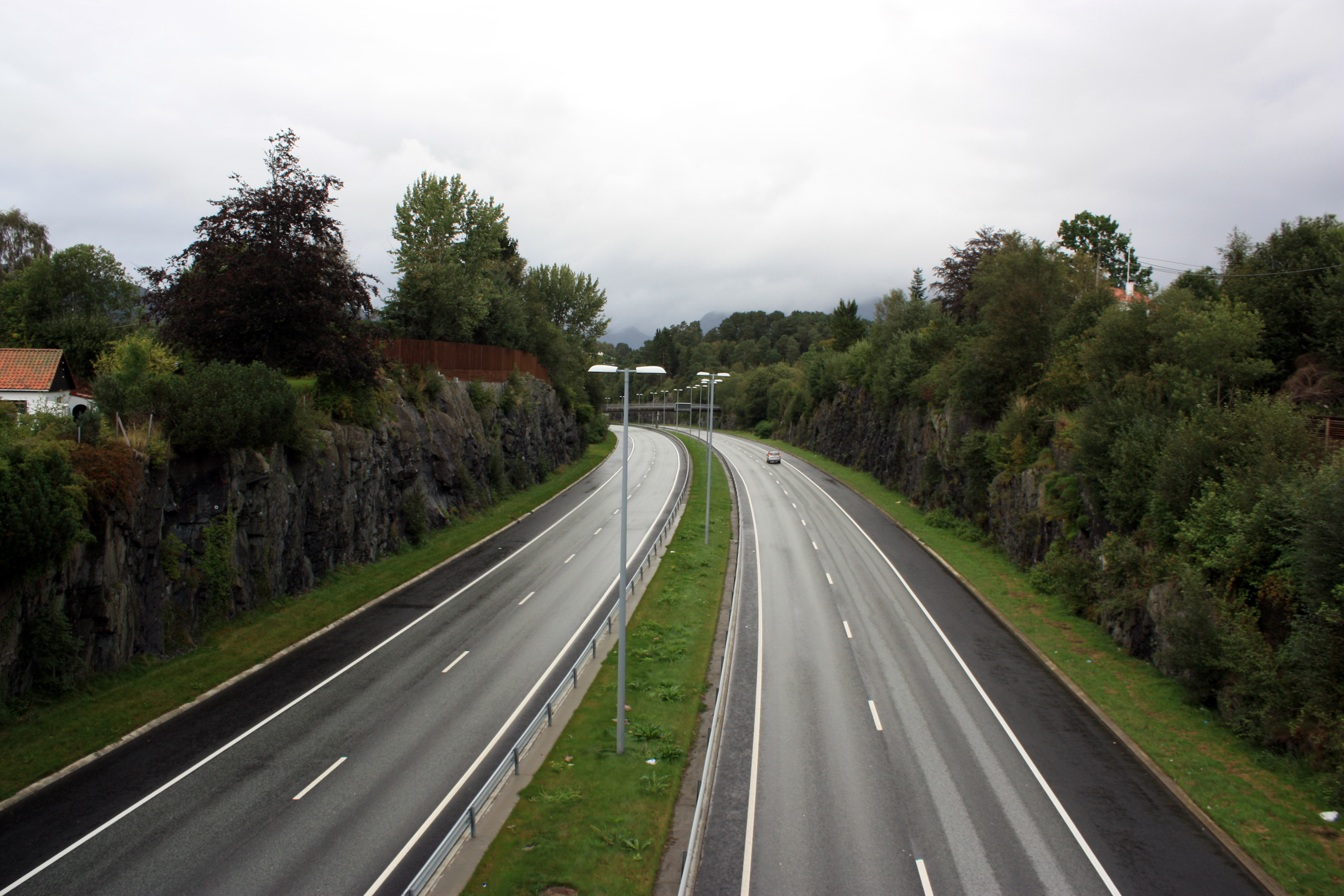
Fritz C. Riebers vei, una autovia de Bergen.

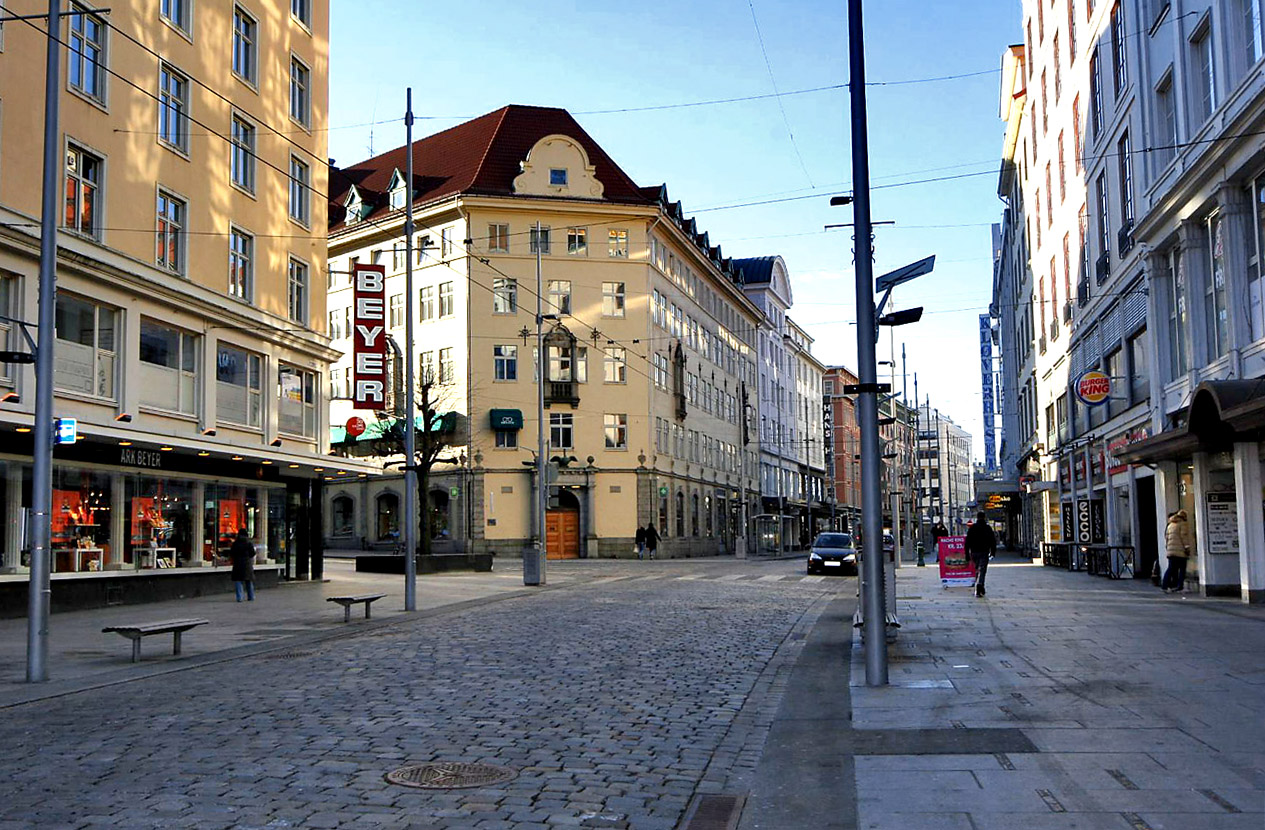
El Strandgaten és un dels carrers comercials de Bergen.

El port de Bergen és, amb molt avantatge, el port més gran de Noruega i un dels més grans d'Europa.
L'agost de 2004, la revista Time nomenà la ciutat com una de les 14 "capitals secretes" d'Europa i destacà la importància d'aquesta en els negocis marítims i les activitats de recerca marina i aqüicultura, amb l'Institut de Recerca Marina (IMR), el segon més gran d'Europa, com a institució líder. Bergen és la base principal de la Marina Reial Noruega (a Haakonsvern) i el seu aeroport internacional de Flesland és l'heliport principal de la important indústria del gas i petrolifera del país, des d'on molts dels treballadors viatgen a les plataformes petroliferes i de gas.
La seu de TV 2, el canal de televisió més important de Noruega, està situada a Bergen.
El Lagunen Storsenter, un dels centres comercials més grans de Noruega, està situat al barri de Fana a Bergen, amb uns ingressos de 2.540 milions de NOK i més de 5.2 milions de visitants l'any.
El turisme significa una de les fonts d'ingressos més importants de la ciutat. Els hotels de la ciutat poden arribar al 100% d'ocupació a vegades, a causa de la celebració de conferències o del creixent nombre de turistes que visiten la ciutat cada any. Per al concert dels The Rolling Stones al setembre de 2006, molts hotels estaven totalment complets amb bastants mesos d'antelació al concert. Bergen és no-oficialment coneguda com la capital de la regió del Vestlandet (Noruega de l'Oest), i també coneguda i comercialitzada com la ciutat de les portes dels mundialment famosos fiords de Noruega, raó per la qual ha esdevingut la ciutat portuària per a creuers més important de Noruega, i una de les més importants d'Europa.

## Transports

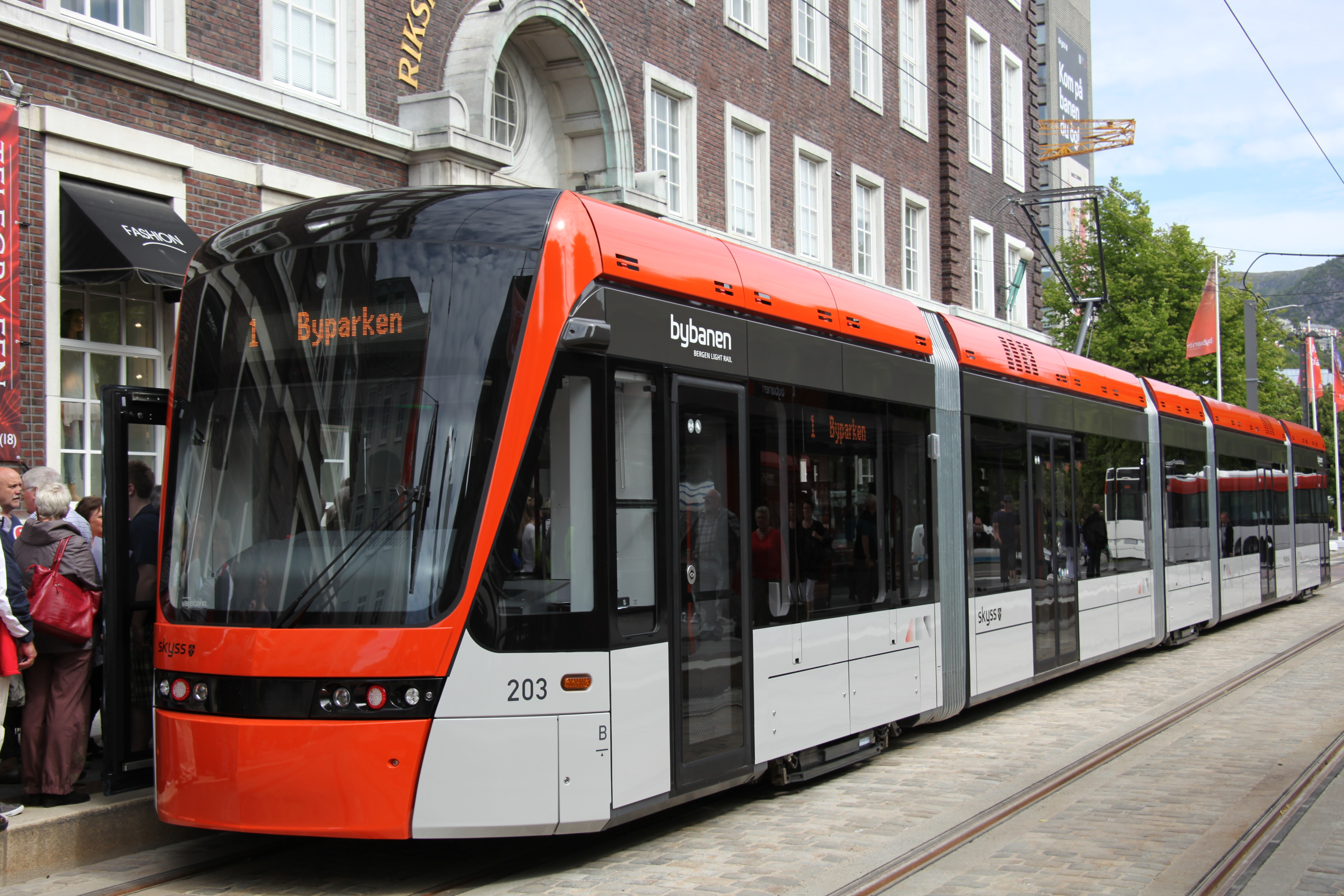
El primer tram del tramvia de Bergen, bybanen, va obrir les portes el 22 de juny de 2010.

Bergen compta amb un aeroport internacional, l'aeroport de Bergen-Flesland, amb vols directes a diverses ciutats europees. La línia ferroviària Bergen-Oslo, travessa el país d'oest a est, passant per ciutats com Voss, Geilo, Hønefoss i acabant a Oslo. La carretera E39 travessa la ciutat, connectant Trondheim amb Stavanger, mentre que la E16 connecta la ciutat amb Oslo travessant el Lærdalstunnelen, el túnel terrestre més llarg del món. Bergen va ser la primera ciutat de l'Europa del Nord en introduir un anell de peatges d'entrada a la ciutat. Aquest sistema de peatges, establert per a finançar noves carreteres i autovies, va començar el 2 de gener de 1986.

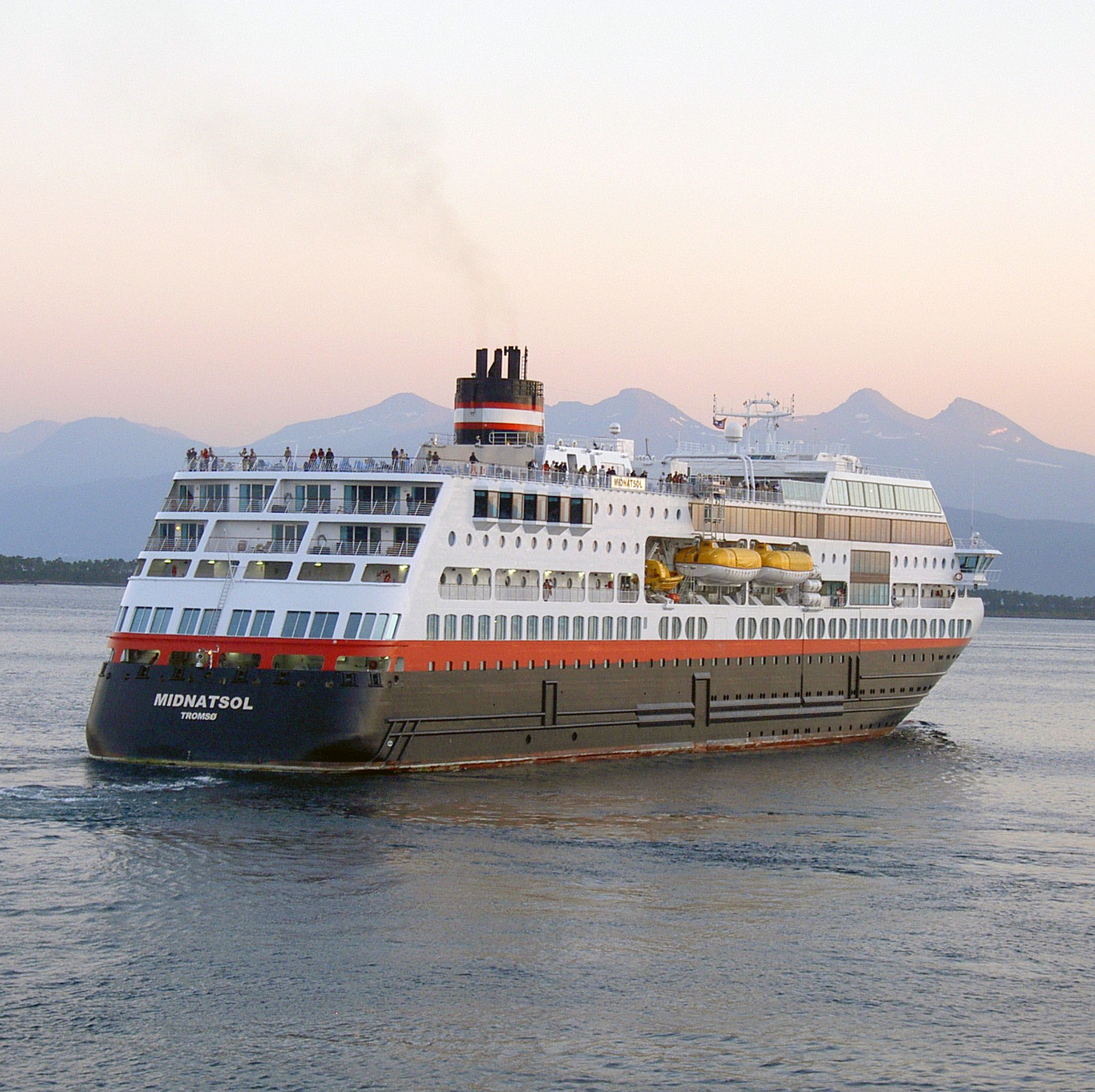
L'exprès coster MS Midnatsol, Hurtigruten.

La recaptació es feia tant en efectiu com electrònicament fins que, a principis dels anys 2000, s'introduí el sistema electrònic d'AutoPASS, substituint el cobrament a les taquilles i altres sistemes electrònics antics.
El transport públic és proporcionat per la companyia de transports Tide, que és la resultant d'una fusió entre Gaia i HSD. Entre la flota d'autobusos s'hi poden trobar 8 troleibusos (dos dels quals són híbrids). El transport fins a Arna és proporcionat per la NSB, la companyia ferroviària de l'estat. Bergen també compta amb el Fløibanen, un funicular que ascendeix al turó de Fløyen, i un telefèric que ascendeix a l'Ulriken, l'Ulriksbanen. El tramvia de la ciutat va desaparèixer el 1965, tot i que encara hi ha una línia operativa al barri de Møhlenpris com a part d'un museu. El primer tram del tramvia modern de la ciutat va obrir les portes el 22 de juny del 2010, i connecta el centre ciutat amb Nesttun. La ciutat compta amb autocars de línia cap a moltes destinacions importants de Noruega.

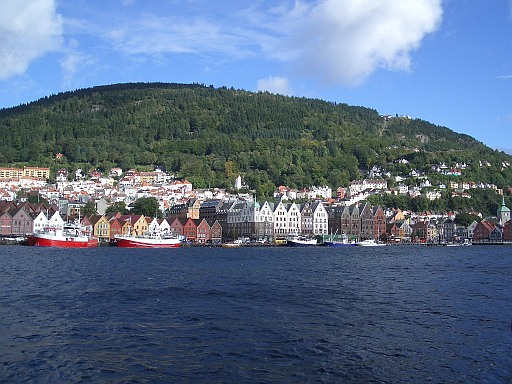
Antic port de Bergen.

L'exprès coster noruec, l'Hurtigruten, comença a Bergen, i se'n va cap al nord, passant per Trondheim, Bodø, Tromsø i Kirkenes. Catamarans de passatgers van des d'aquí fins a Haugesund i Stavanger cap al sud, i Sognefjord i Nordfjord cap al nord. Bergen també compta amb ferris que connecten la ciutat amb Hanstholm, i Hirtshals a Dinamarca.
El servei de ferris fins a Newcastle, Regne Unit, deixà de funcionar l'1 de setembre del 2008. Similarment amb els ferris de la Smyrilline que havien operat connectant la ciutat amb Lerwick, Scrabster, Tórshavn a les Illes Faroe, i Seyðisfjörður a Islàndia.

## Cultura i esports

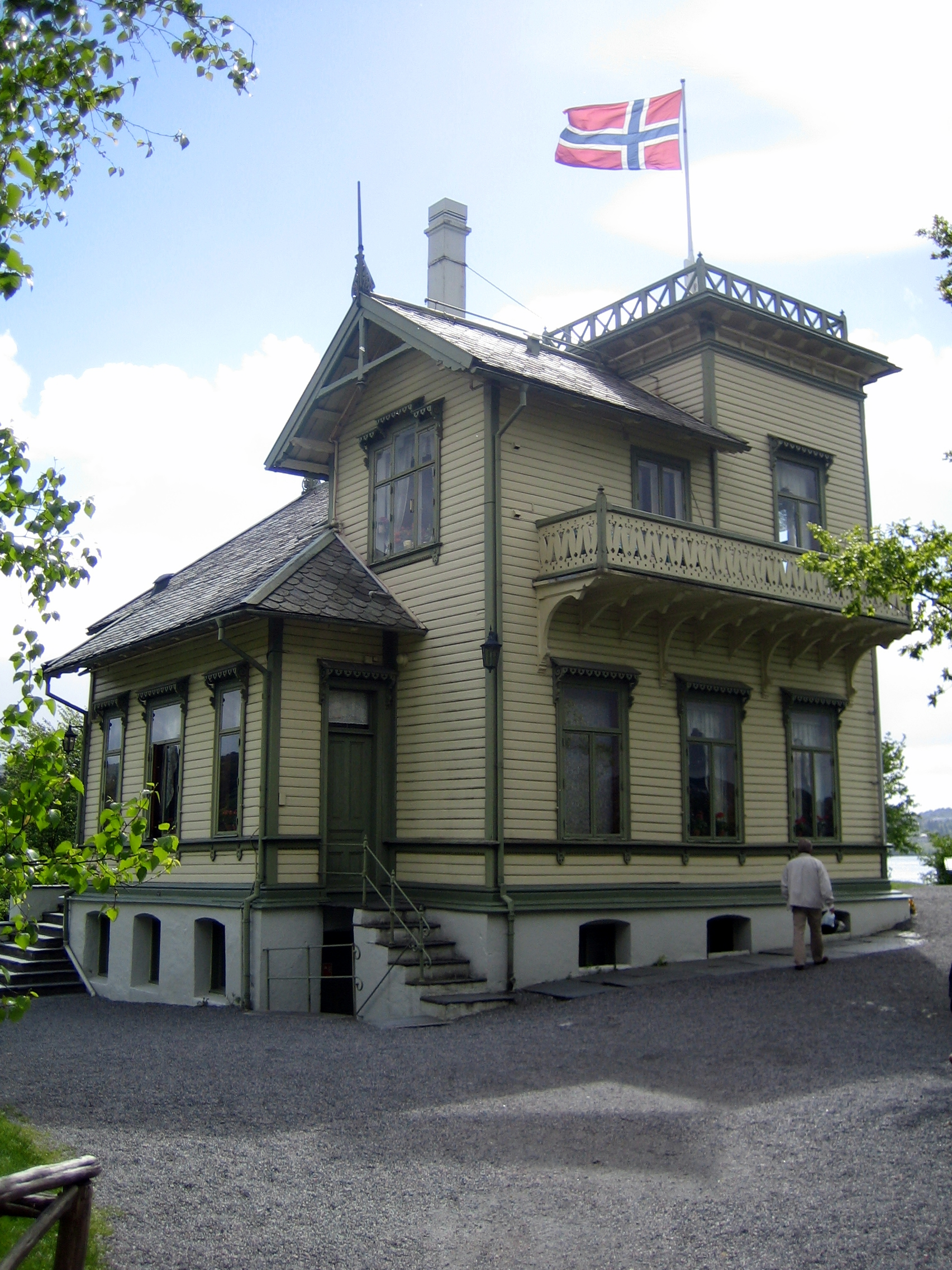
Troldhaugen és el nom de la casa en què va viure el famós compositor Edvard Grieg.

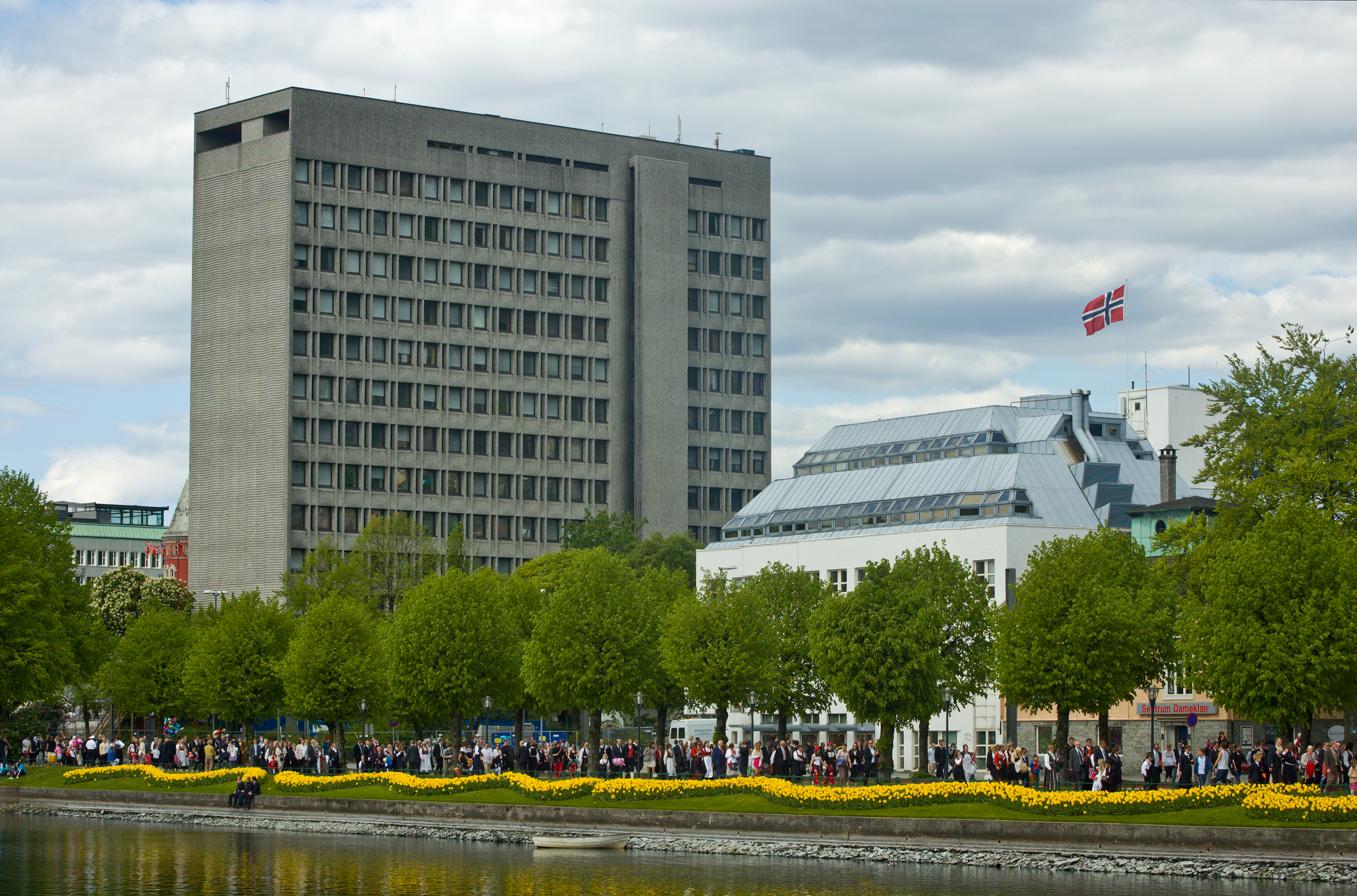
L'ajuntament de Bergen el Dia de la Constitució de Noruega.

Vestlandske Kunstindustrimuseum, Nordahl Bruns gate, Bergen

Bergen és un important centre cultural de la seva regió i de Noruega, especialment conegut per la celebració anual del Festival Internacional de Bergen (Festspillene i Bergen). La ciutat compta també amb l'Orquestra Filharmònica de Bergen, que va ser fundada el 1765 i és una de les orquestres més antigues del món. L'orquestra actua regularment al Grieghallen, amb capacitat per a 1.500 persones. La ciutat també compta amb el Bergen Woodwind Quintet, el qual està format principalment pels principals vents de la Filharmònica de Bergen. Bergen fou Capital Europea de la Cultura l'any 2000. Altres esdeveniments culturals importants són, per exemple, el Borealis, el Nattjazz, Lost Weekend Festivalen i el Bergenfest (antigament anomenat Ole Blues).

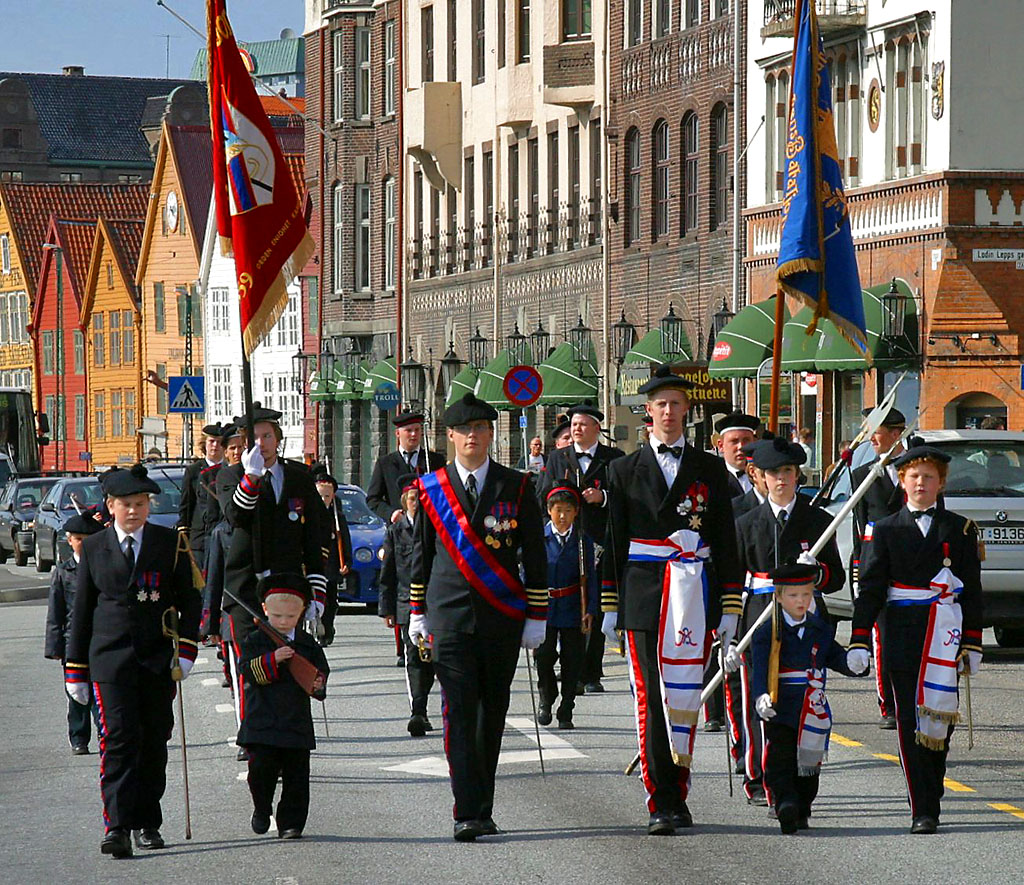
Els buekorps de Markens i Mathismarkens al Bryggen.

Hi ha nombrosos grups musicals de Bergen i als voltants que actuen sovint a la ciutat. Generalment es divideixen en dos categories principals: els brass band, que segueixen l'estil de grup musical britànic, i els Janitsjar o grups musicals simfònics, que inclouen tant instruments de vent com instruments de metall. Ambdues categories solen ser força competitives cosa que demostren els Norwegian Brass Band Championships celebrats al Grieghallen cada hivern.
Una tercera categoria, bastant identitària de Bergen, són els Buekorps, una de les figures més destacades de les celebracions del Dia de la Constitució. La rua dels Buekorps pels carrers de la ciutat amb pals de fusta treballada per a simular escopetes o ballestes, sabres i fins i tot alabardes, és acompanyada per diverses colles de tambors imitant les desfilades militars. Els buekorps són habitualment nois d'entre 7 i 21 anys, tot i que també s'hi poden veure membres més veterans. En els últims anys també s'han creat colles de buekorps mixtes o formades íntegrament per noies. Els buekorps signifiquen sentiments dividits per a la ciutat. Mentre que a alguns els reconforta veure un any més una de les tradicions més característiques de la ciutat, a altres els recorda mals temps, especialment a causa de les connotacions militars de la tradició.
Al pas del segle xx al xxi, van aparèixer molts grups importants de música pop, rock i black metal de la ciutat, reconeguts tant al país com internacionalment. Molts d'aquests anaven lligats a la companyia discogràfica Tellé Records. Aquest fenomen fou anomenat per la premsa de la ciutat com la Bergen Wave. Alguns d'aquests grups musicals són Gorgoroth, Kings of Convenience, Kurt Nilsen, Annie, Sondre Lerche, Christine Guldbrandsen, Varg Vikernes (Burzum), Magnet o Lars Vaular.
A Bergen també s'hi celebra el BIFF, el Bergen International Film Festival, un festival de cinema anual que se celebra des de l'any 2000 i que és el festival de cinema més gran de Noruega quant a nombre de pel·lícules. L'11a edició del festival, del 2010, mostrà 150 pel·lícules, el qual representa un nou rècord per al festival.
Amb tirades de 87.076 i 30.719 al 2006, el Bergens Tidende i el Bergensavisen són respectivament els dos diaris principals de la ciutat de Bergen. El Bergens Tidende ha guanyat el European Newspaper Awards en tres ocasions, essent designat el 2006 com a millor diari regional, el 2004 com a millor diari semanal, i el 2002 com a millor diari regional. La ciutat també alberga molts altres diaris i publicacions més petites, entre els quals s'hi troba el Fanaposten, amb una tirada de 4.062, el diari local de Fana, o el Bygdanytt d'Arna i el diaria cristià Dagen, amb una tirada de 8.936.

### Futbol

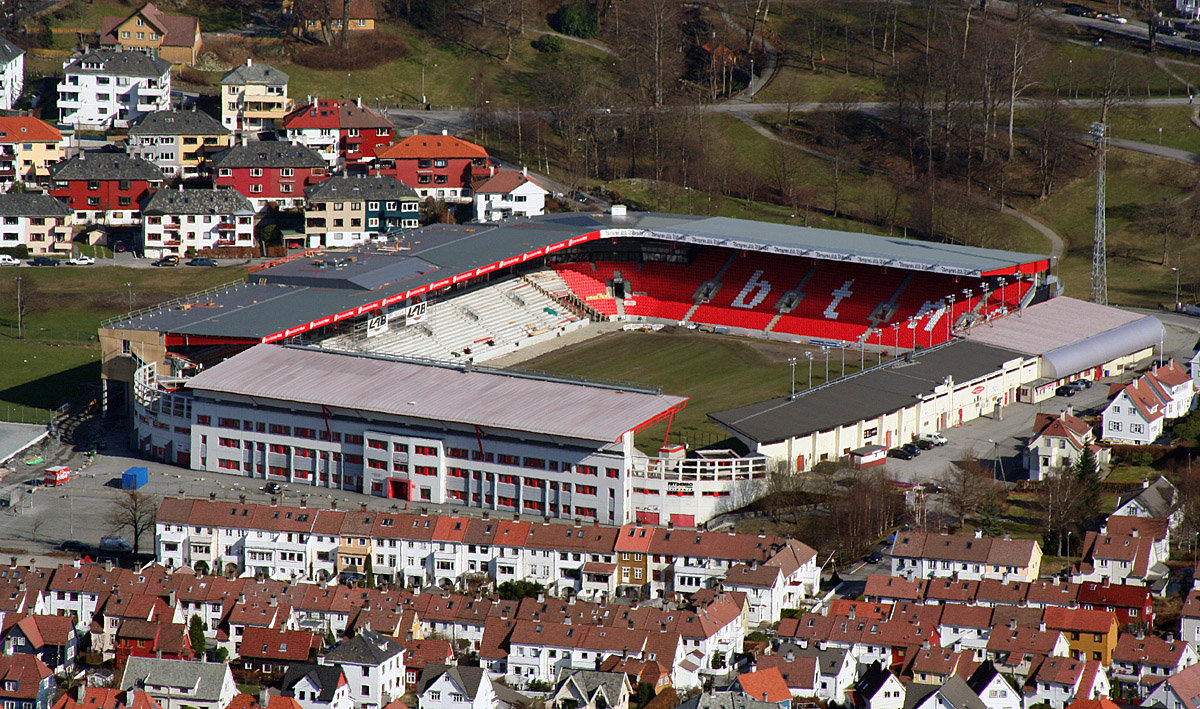
El Brann Stadion, l'estadi del SK Brann, és l'estadi més gran de la ciutat.

Bergen té dos equips de futbol professionals, el Brann i el Løv-Ham. El Brann juga a la Tippeligaen, la primera divisió noruega, mentre que el Løv-Ham juga a la segona divisió. Tot i que el Løv-Ham juga a la segona divisió del futbol noruec, el Brann és l'únic equip de la ciutat que atrau un interès considerable per part del públic. El primer grup de seguidors del Løv-Ham, el Selskapsløvene ("Els Lleons de la Festa"), va ser creat el desembre del 2005. El Brann juga els seus partits al Brann Stadion (dreta), estadi que té una capacitat per a 17.824 persones, mentre que el Løv-Ham ha jugat històricament al Krohnsminde kunstgressbane, que té una capacitat per a 3.000 persones, tot i que el rècord d'assistència en un partit d'aquest equip és de 1.051. Tot i això, des del 2008, l'equip juga al Varden Amfi de Fyllingsdalen.
Tot i que el Brann és un dels equips més importants de Noruega, l'equip no té una història massa exitosa, especialment en la primera divisió i copa. Han guanyat la copa en sis ocasions, essent la més recent la del 2004. El Brann va guanyar la lliga 1961/62 i 1963, però el títol de 1963 va ser seguit per un descens a la segona divisió (avui coneguda com la Adeccoligaen). L'equip ha guanyat les medalles de plata i bronze en diverses ocasions, però no tornà a guanyar la lliga de primera divisió fins a la temporada 2007.

### Dialecte

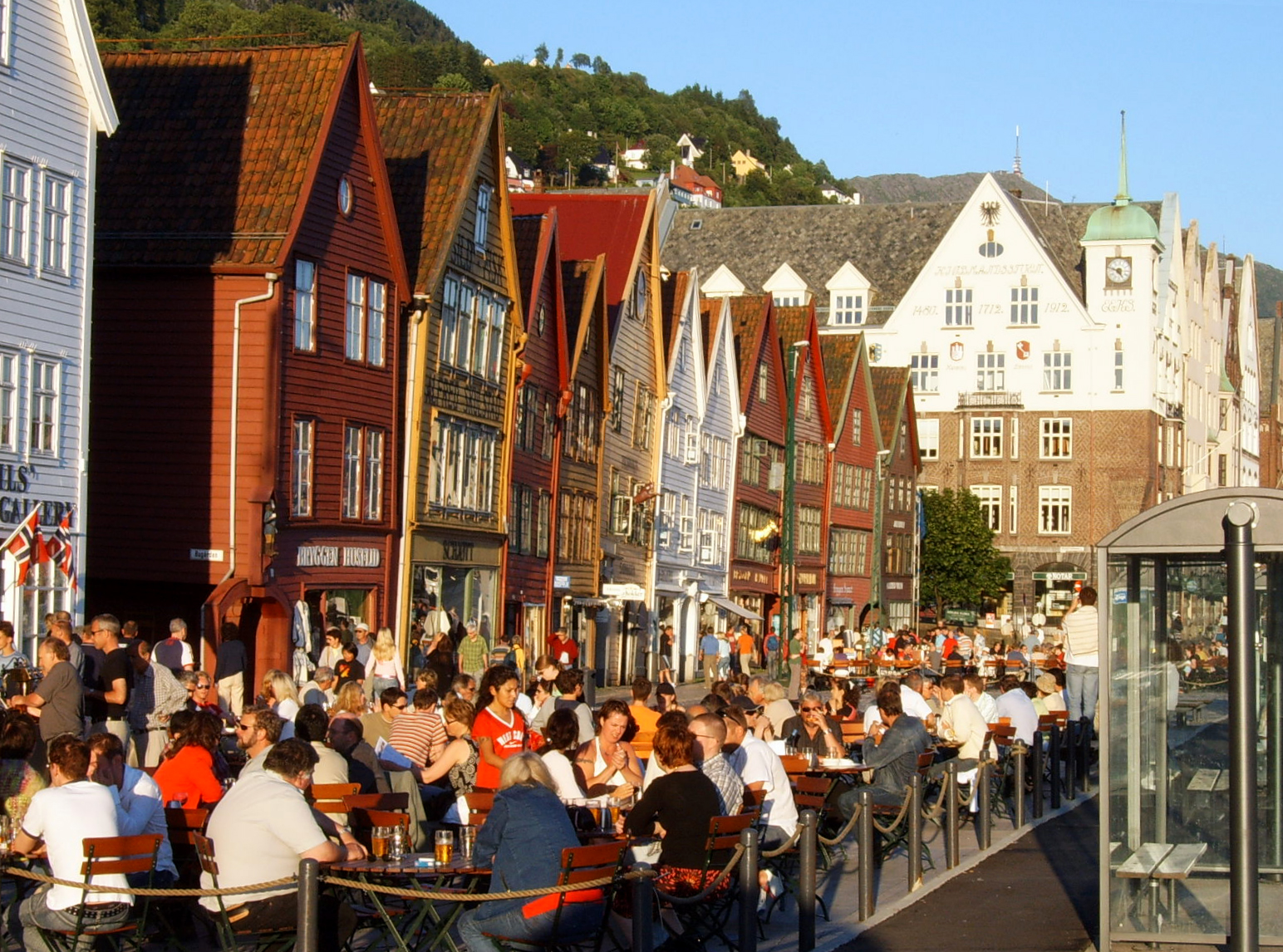
El moll hanseàtic de Bryggen en un dia qualsevol d'estiu.

El bergensk, o el dialecte de Bergen, és el dialecte del noruec parlat a Bergen. Aquest dialecte és molt fàcil de reconèixer per als noruecs, ja que és força diferent d'altres dialectes parlats a Hordaland. De la mateixa manera que la majoria de dialectes del noruec, no es pot dir que el bergensk sigui bokmål o nynorsk. El vocabulari mostra trets d'ambdós idiomes i al mateix temps, el dialecte té característiques que no cobreixen cap dels dos idiomes escrits oficials.
Estranger, com ara els mercaders de la Lliga Hanseàtica que van viure a Bergen en el període entre 1350 i el 1750, que parlaven el baix alemany, han tingut molt a veure en l'aparició d'aquest dialecte. Com que Bergen era la ciutat més important de Noruega durant la unió dano-noruega de 1536 a 1814, el bergensk es va veure més influenciat pel danès que altres dialectes del noruec. Algunes d'aquestes influències s'han estès pel país influenciant al mateix temps a altres dialectes.
El gènere gramatical femení va desaparèixer del bergensk al segle xvi, probablement a causa de les influències del danès, fent que el dialecte de la ciutat sigui un dels pocs dialectes del noruec que compti amb tan sols dos gèneres gramaticals. Tots els altres, a excepció dels sociolectes d'altres ciutats noruegues, en tenen tres. Les R són vibrants uvulars sonores, com en francès, pronunciació que segurament arribà a Bergen i Kristiansand en algun moment del segle xvii, deixant de banda la pronunciació vibrant alveolar sonora en dues o tres generacions. A causa de la millora de l'índex d'alfabetització, el bergensk es va veure influenciat pel riksmål i el bokmål al segle xix i xx. Aquest fet, ha fet que s'hagin perdut grans parts del vocabulari provinent de l'alemany i que la pronunciació s'hagi aproximat a altres dialectes parlats a l'est del país.

## Persones il·lustres

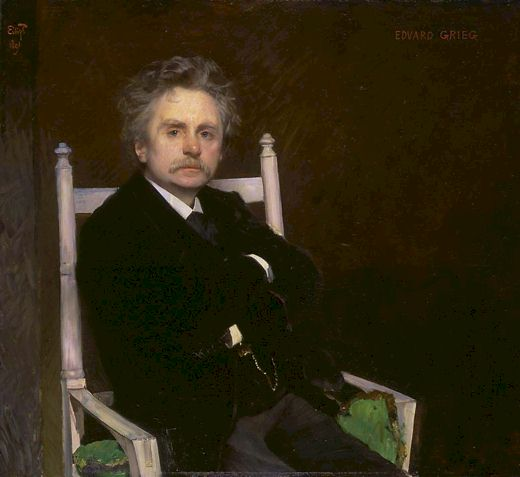
Edvard Grieg pintat per Eilif Petersen

- Ludvig Holberg (1684–1754), dramaturg
- Ole Bull (1810–1880), violinista, compositor
- Edvard Grieg (1843–1907), compositor, pianista
- Elizabeth Stephansen (1872-1961), matemàtica i educadora
- Max Manus (1914-1996), militar i resistent antinazi
- Ivar Giaever (1929), Premi Nobel de Física de 1973
- Infernus, músic: Gorgoroth (1972)
- Varg Vikernes, músic: Burzum (1973)
- Kurt Nilsen, músic (1978)
- Peter Sunde, emprenedor - The Pirate Bay (1978)
- Alan Walker - Discjòquei i productor musical (1997)
- El Rubius - Youtuber, influencer (1990)

## Ciutats agermanades
Bergen manté una relació d'agermanament amb les següents ciutats:
| - Asmara (Eritrea). - Goteborg (Suècia). - Màlaga (Espanya). - Newcastle upon Tyne (Regne Unit). - Seattle (Estats Units). - Rancagua (Xile) - Turku (Finlàndia). - Aarhus (Dinamarca). |

Cada any, la ciutat de Bergen dona l'arbre de nadal exposat al Haymarket de Newcastle com a símbol de la bona relació entre ambdues ciutats agermanades. L'agermanament amb les altres ciutats nòrdiques, Goteborg, Turku i Aarhus, facilita l'organització de cursos d'intercanvi entre les escoles de secundària. La ciutat va rebre un tòtem regalat per la ciutat de Seattle per al seu 900 aniversari l'any 1970. Aquest es troba ara al barri de Nordnes encarat cap al mar del Nord, cap al llunyà oest, Seattle.

## Galeria d'imatges

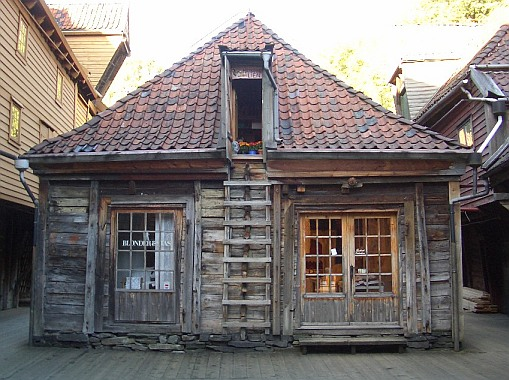
Casa antiga de fusta al Bryggen.
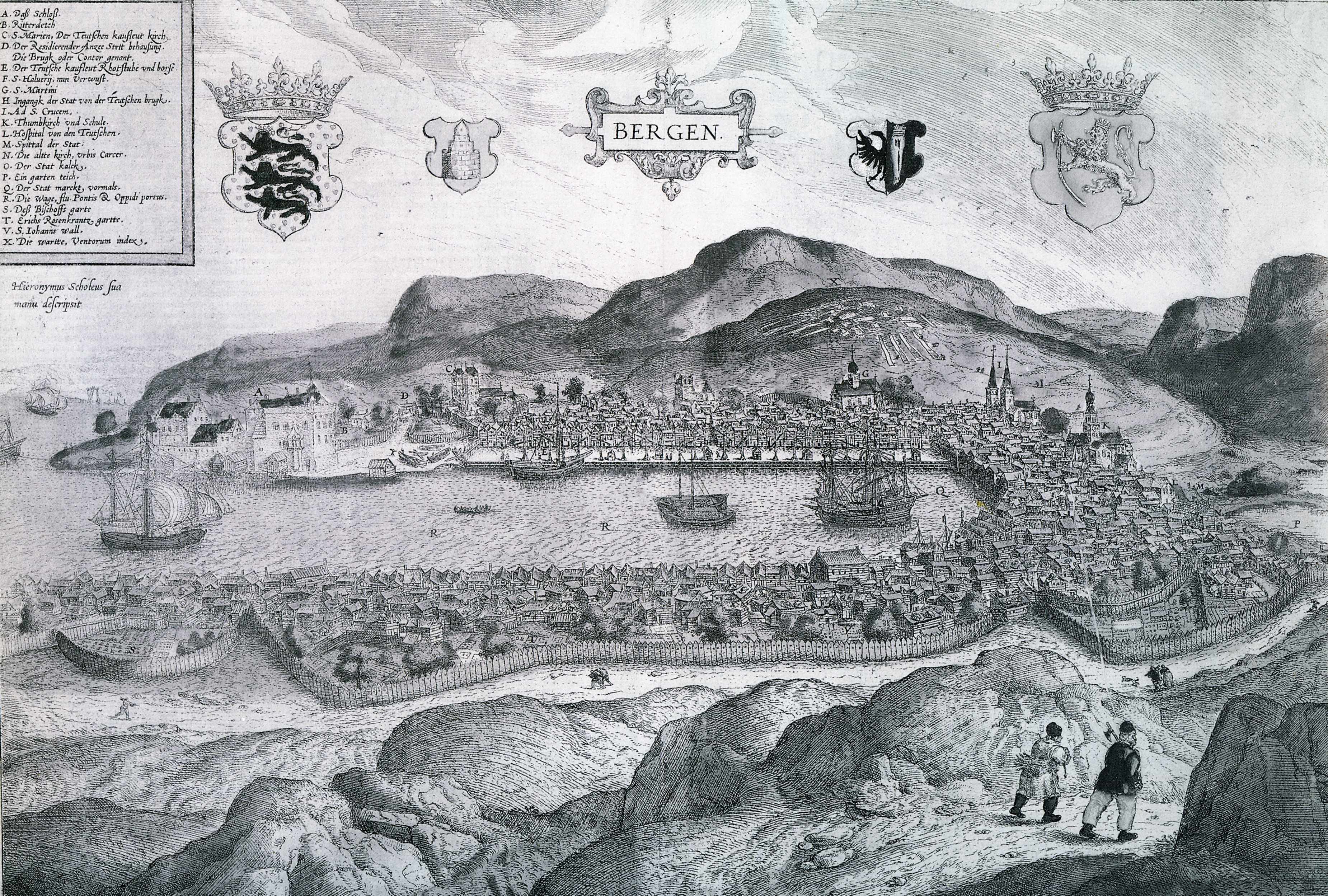
Bergen segons Hieronymus Scholeus. El dibuix data de 1580 i fou publicat en un atles amb dibuixos d'altres ciutats (Civitaes orbis terrarum).
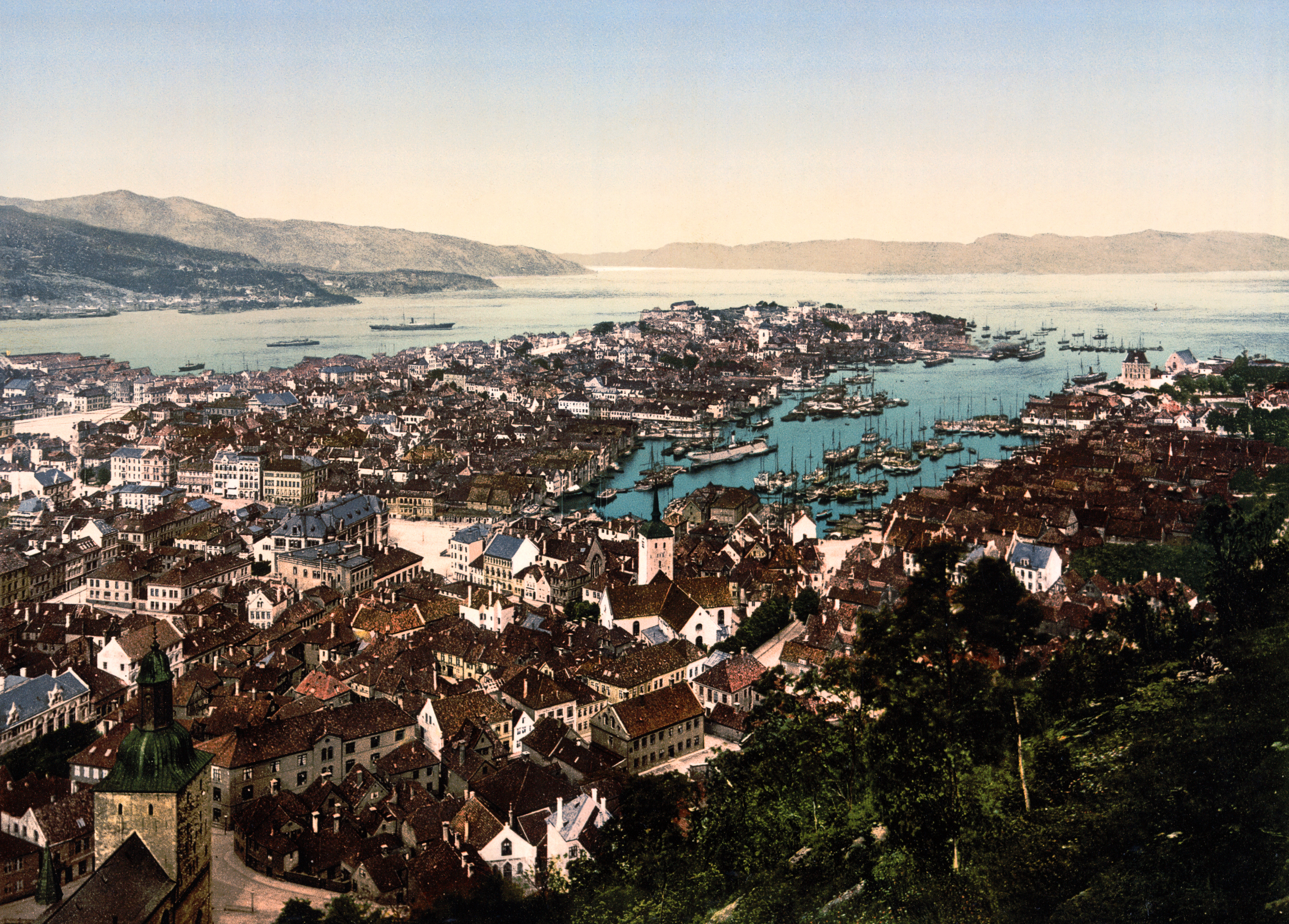
Un fotocrom de Bergen de final del segle xix. S'hi pot veure la Domkirken a la part inferior esquerra, la Korskirken en primer pla, el Bryggen i les seves incomptables barques i la fortalesa de Bergenhus al fons.
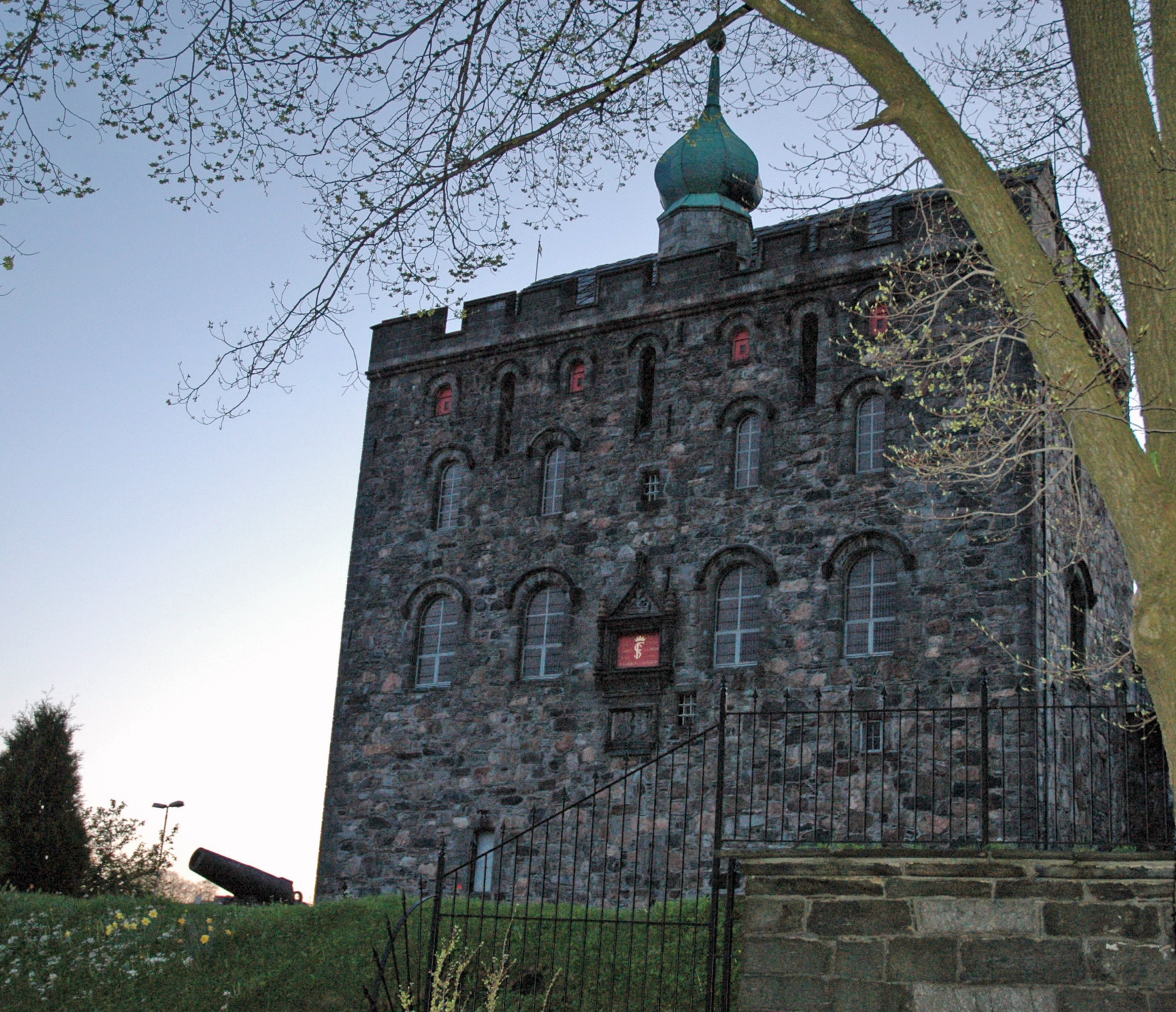
Torre de Rosenkrantz, de la fortalesa de Bergenhus.
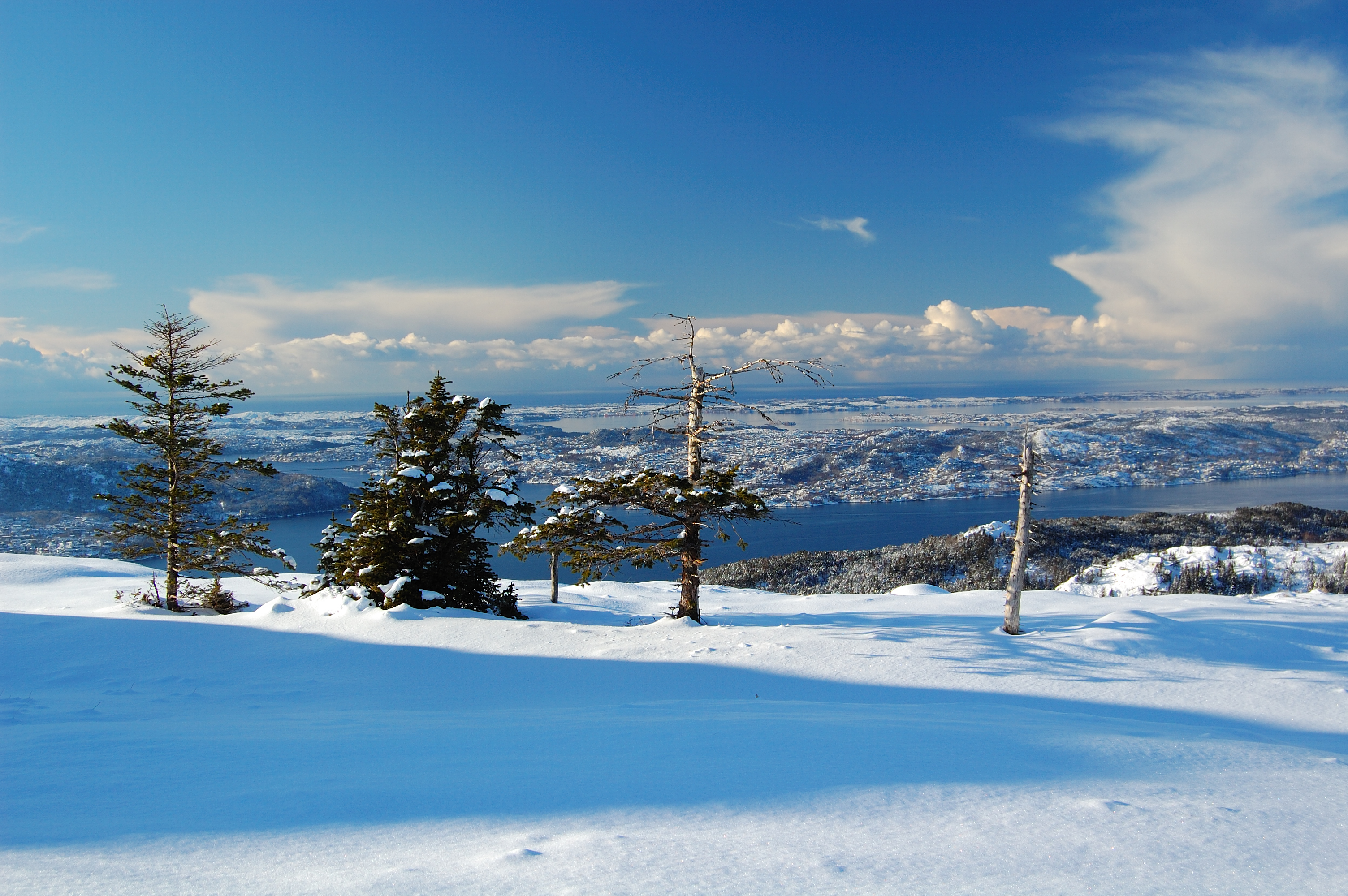
L'hivern del 2009-2010, la neu va cobrir Bergen durant 91 dies seguits.
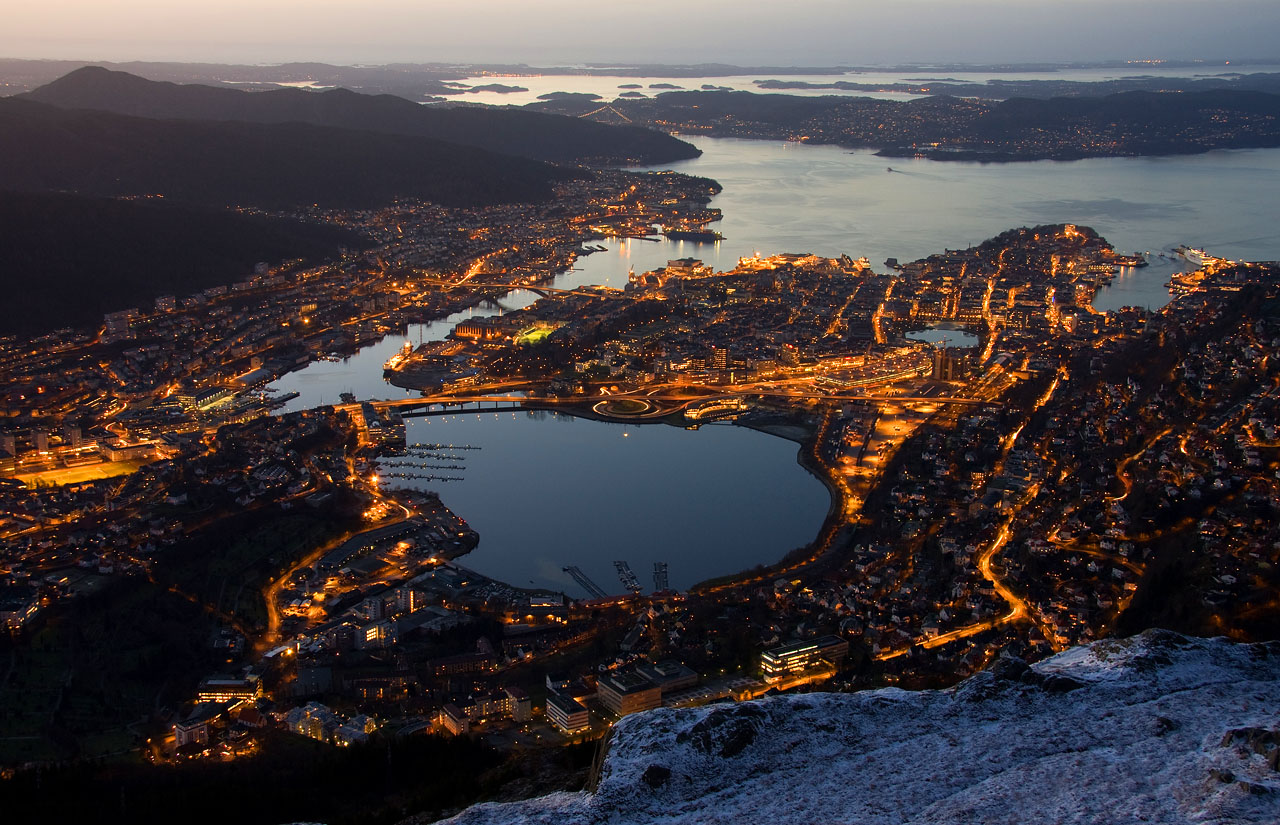
Vista de Bergen des del turó d'Ulriken.
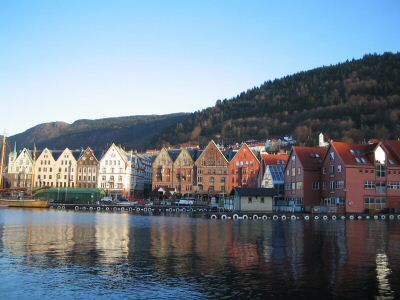
Bryggen de Bergen, Patrimoni de la Humanitat.
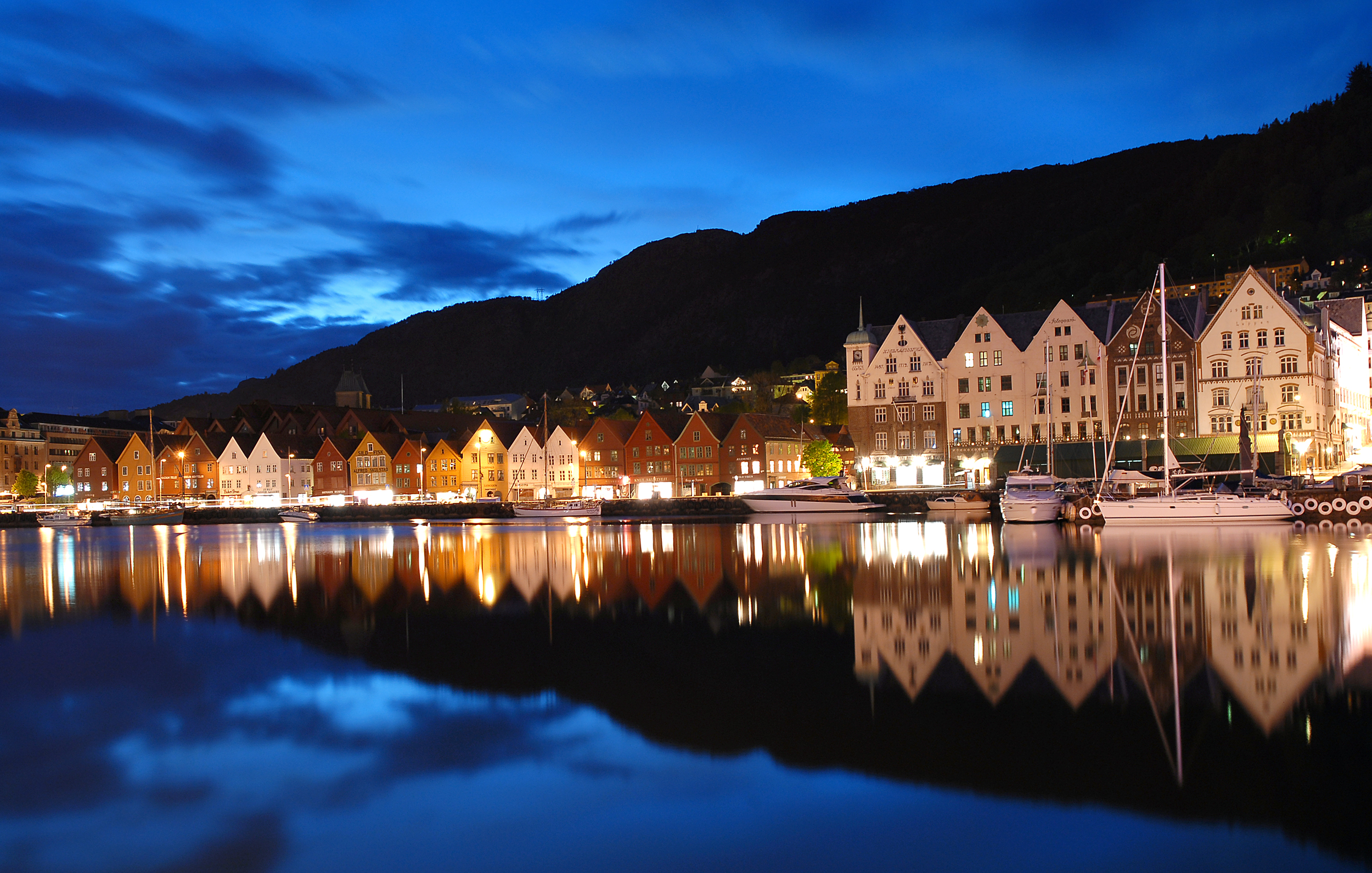
El barri de Bryggen de nit.